# Donatello
Donato di Niccolò di Betto Bardi, conocido como Donatello, (Florencia, Italia, 1386-Florencia, 13 de diciembre de 1466) fue un artista, pintor, escultor italiano y de principios del Renacimiento, uno de los padres del renacimiento florentino junto con Leon Battista Alberti, Filippo Brunelleschi y Masaccio. Donatello se convirtió en una fuerza innovadora en el campo de la escultura monumental y en el tratamiento de los relieves, donde logró representar una gran profundidad dentro de un mínimo plano, denominándose con el nombre de stiacciato, es decir «relieve aplanado o aplastado». 
Una de las primeras obras de Donatello fue una escultura que representa a David, realizada en mármol en torno al año 1409 y que actualmente se conserva en el Museo del Bargello en Florencia. En los años sucesivos realizó numerosas obras en mármol, terracota, bronce y madera para diversos mecenas y ciudades. Regresó a Florencia en 1459 con el encargo de modelar unas placas en bronce para la basílica de San Lorenzo y durante su elaboración falleció en diciembre de 1466.
Entre sus obras más importantes se encuentran el David de bronce en el museo del Bargello, el Púlpito exterior de la catedral de Prato, la estatua ecuestre de Gattamelata en Padua, la María Magdalena penitente en el museo dell'Opera del Duomo en Florencia y Judith y Holofernes en el Palacio Vecchio.

## Biografía

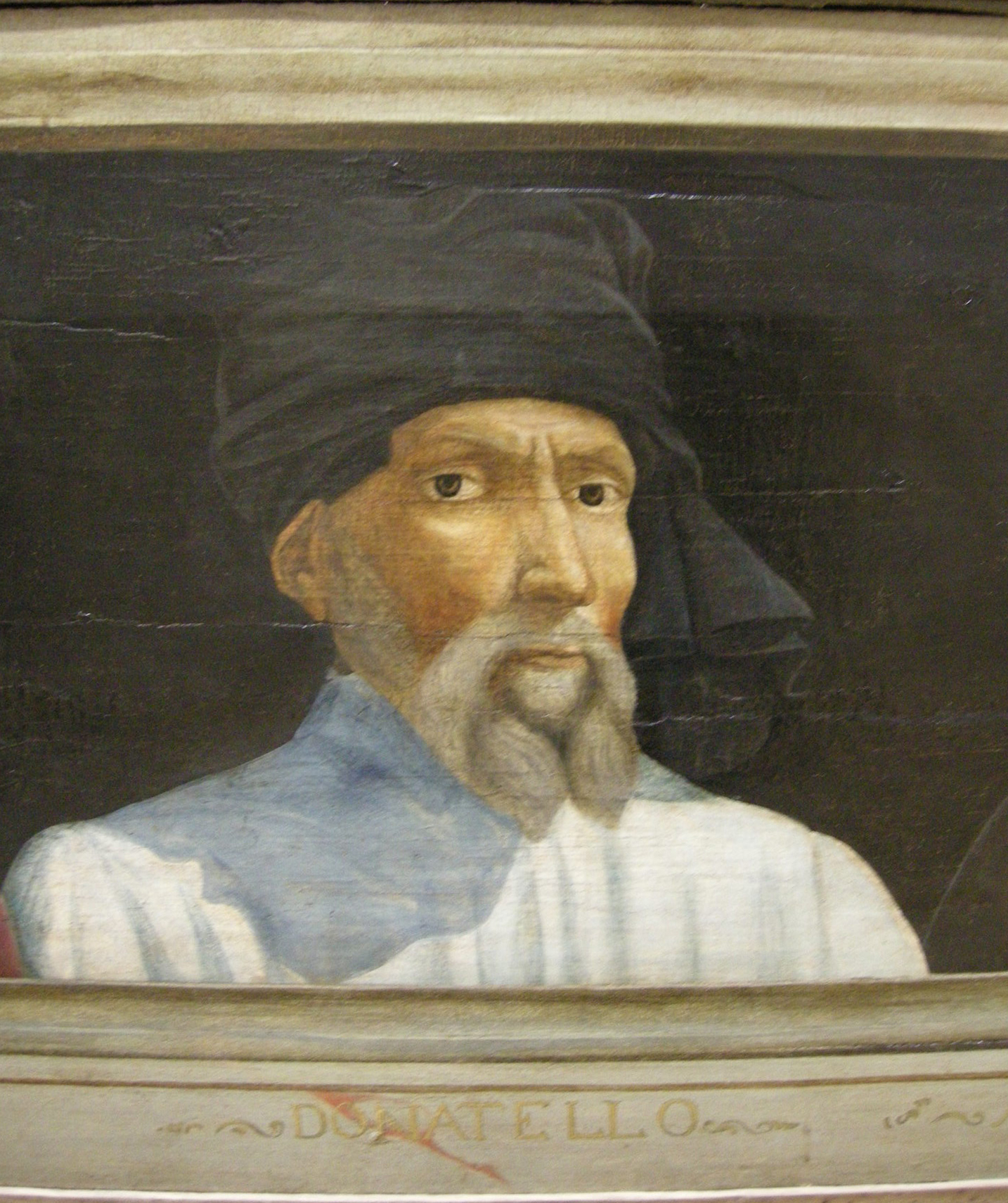
Retrato de Donatello realizado en el. Museo del Louvre.

Donatello fue el hijo de Niccolò di Betto Bardi, un cardador de lana, y nació en Florencia, probablemente en 1386. Su padre era de vida tumultuosa que participó en la revuelta de los Ciompi, un levantamiento popular ocurrido en 1378, organizado por los cardadores de lana. Nicolás Maquiavelo describió esta revuelta años más tarde (1520-1525), dentro de su Historia de Florencia. Más tarde, su padre, también participó en otras acciones en contra de Florencia, que lo condujeron a ser condenado a muerte y después indultado. Fue un personaje muy diferente a su hijo, que era noble, elegante y delicado, por sus amigos y demás artistas era conocido bajo el nombre de Donatello.
Según unos informes de Giorgio Vasari, el artista pasó sus últimos días abandonado por la fortuna. Sus últimos años, a consecuencia de una enfermedad paralizante, los pasó en la cama y sin poder trabajar.
Murió en Florencia en 1466. Su enterramiento se dispuso en la basílica de San Lorenzo, en la cripta debajo del altar y al lado de la tumba de Cosme el Viejo. Entre los hombres que portaron el ataúd se encontraba Andrea della Robbia. El cenotafio de Donatello fue realizado en 1896 por el escultor Raffaello Romanelli.
A su muerte aún le quedó la deuda de 34 florines de pago por el alquiler de su casa y esto ha dado lugar a debatir sobre su estado real de pobreza, pero la cuestión parece más bien relacionada con su total indiferencia en los asuntos financieros, que en toda su vida demostró tener el artista por las cuestiones económicas. Dan testimonio de esta actitud muchas anécdotas, como cuando en el momento de su mayor apogeo de trabajo en su taller, solía colgar una cesta llena de dinero, del que sus ayudantes podían aprovechar libremente, según fuera necesario. Los honorarios que recibió por su trabajo le habían asegurado grandes ganancias y también por otra parte Cosme de Médicis le había concedido una paga vitalicia semanal hasta el fin de su vida.

### Formación
El artista, según Vasari, fue educado en la casa de la familia Martelli y recibió su primera formación en un taller de orfebrería. Entre 1402 y 1404 viajó a Roma con Brunelleschi, para estudiar el arte de la Antigüedad. Vieron gran cantidad de ruinas antiguas que pudieron estudiar y copiar para posteriormente inspirarse en ellas. Vasari afirma que hacían excavaciones en busca de «trozos de capiteles, columnas, entablamentos y restos de edificios». Su estancia en Roma fue decisiva para el completo desarrollo del arte italiano en el siglo XV. Fue durante ese periodo que Brunelleschi estudió las medidas de la cúpula del Panteón y de otras construcciones romanas. Las construcciones de Brunelleschi y los monumentos de Donatello fueron la expresión suprema del espíritu en la era en que la arquitectura y la escultura ejercieron una potente influencia en los pintores de esta época.
En 1404, Donatello regresó a Florencia, solo para trabajar en el taller de Lorenzo Ghiberti, donde ayudó en la realización de la cera para la fundición de los modelos de la puerta norte del baptisterio de San Juan, hasta 1407. Esta actividad le permitió adquirir los conocimientos fundamentales de joyería y orfebrería. De hecho, en 1412 existe una nota en el registro de la corporación de pintores que lo nombra como orfebre.

## Primeros trabajos

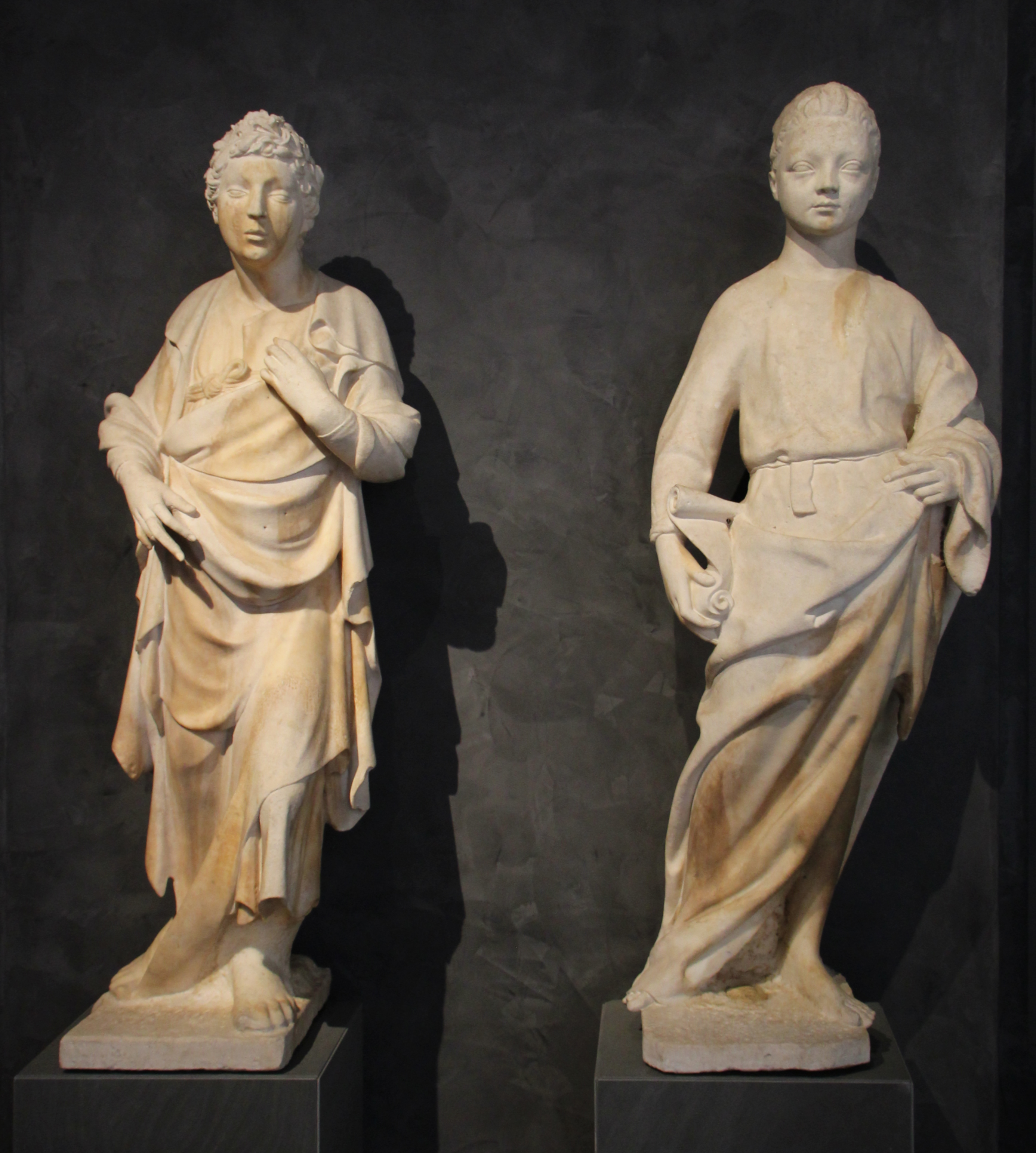
Pequeños profetas (1406-1408), Puerta de la Mandorla en la catedral de Florencia. El Pequeño profeta de la izquierda es el atribuido a Donatello.

El Pequeño profeta realizado para el exterior de la Puerta de la Mandorla en la catedral de Florencia, está considerado como uno de los primeros trabajos producidos por Donatello. Sin embargo hay una controversia sobre su atribución, al margen de las diferencias estilísticas entre las dos figuras de los pequeños profetas, que pueden ser debidas a la inexperiencia por la juventud del artista, también por la semblanza con obras similares de Nanni di Banco. En la actualidad, el profeta de la izquierda se atribuye, en mayoría, a Donatello, sobre la base de comparaciones con otras obras de la misma época, como el David en mármol. El hecho que la otra estatua es probablemente obra de Nanni di Banco, no es incompatible con los documentos de la catedral, donde consta que Donatello recibió en 1406 y 1408 unos pagos, en recompensa por su trabajo en dos estatuas de profetas (que no son descritas con detalle); en aquel momento los dos escultores estaban asociados y participaban en la decoración de la Puerta de la Mandorla de la catedral.
En 1408 se le encargó un David en mármol de medida natural, y que muestra una escultura más elaborada, para los contrafuertes del coro de la catedral; para el mismo sitio encargaron a Nanni di Banco otra estatua en la que debería representar al profeta Isaías. Si se compara ambas esculturas se observa una flexión del cuerpo en la de Isaías que continúa siendo gótica y que parece no tener un eje central, mientras, la del David de Donatello, presenta un contrapposto perfecto. Donatello la realizó en mármol con una altura de 190 cm, la gran meticulosidad del acabado nos recuerda la influencia que aún tenía el autor del oficio adquirido durante su aprendizaje en el taller de Ghiberti.

Esta obra no se ha de confundir con una versión posterior sobre el mismo tema del David que realizó en bronce. En este primer David tiene un rostro poco expresivo, con una corona de amaranto, símbolo profano, y los miembros alargados aún recordando el estilo gótico tardío, muestra una colocación de contraste, con el punto de soporte en una pierna, correspondido con una torsión del tronco opuesta, con lo que forma el clásico contrapposto, el detalle de las manos indican un estudio profundo de anatomía. En 1416 fue trasladado al palacio Vecchio y se constituyó como emblema de la ciudad, añadiéndosele una placa con la inscripción:

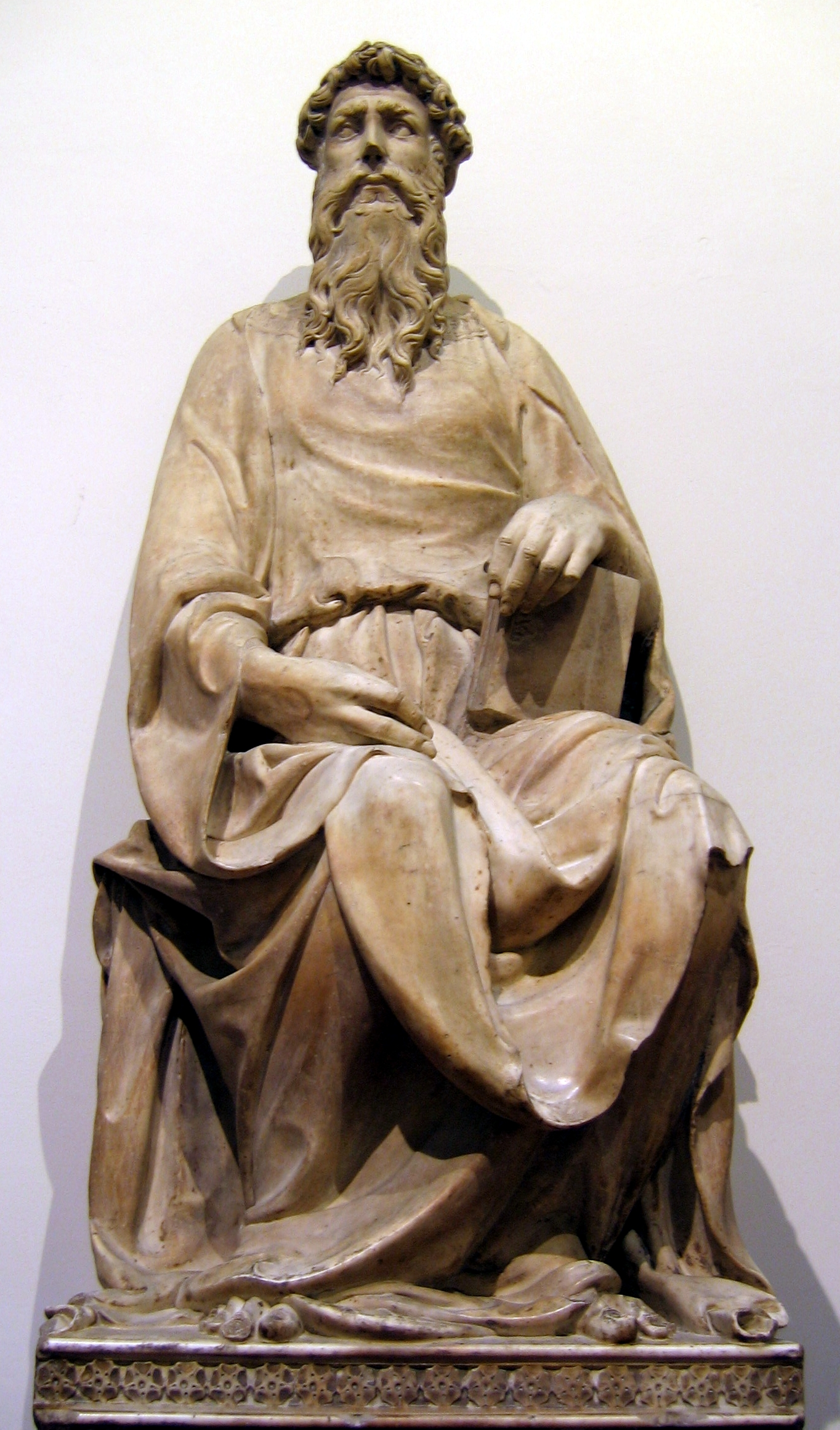
San Juan Evangelista,
en el Duomo, Florencia.

Entre 1409 y 1411 realizó la colosal figura sedente de San Juan Evangelista, que hasta 1588 ocupó una hornacina en la fachada antigua de la catedral, al lado del portal central, con otros tres evangelistas de autores diferentes: San Marcos de Niccolò di Piero Lamberti, San Lucas de Nanni di Banco, San Mateo de Bernardo Ciuffagni. Desde 1990 se encuentra colocada en una capilla del Duomo. En esta obra Donatello dio expresión a su manierismo gótico tardío y no solo con las referencias cruzadas con la noble postura de las antiguas estatuas, sino buscando una verdadera humanidad en la expresión del rostro del santo con la disposición frontal, probablemente influido por la cabeza del Júpiter capitolino, hombros y torso geométricamente simplificados de acuerdo con la concepción semicircular, en la parte inferior de la figura la estilización favorece una naturalidad más acentuada, las manos son realistas y el ropaje que envuelve las piernas aumenta los volúmenes de los miembros. La estatua con su carga de fuerza contenida representó un importante modelo para el Moisés de Miguel Ángel (c. 1513-1515).

### Orsanmichele

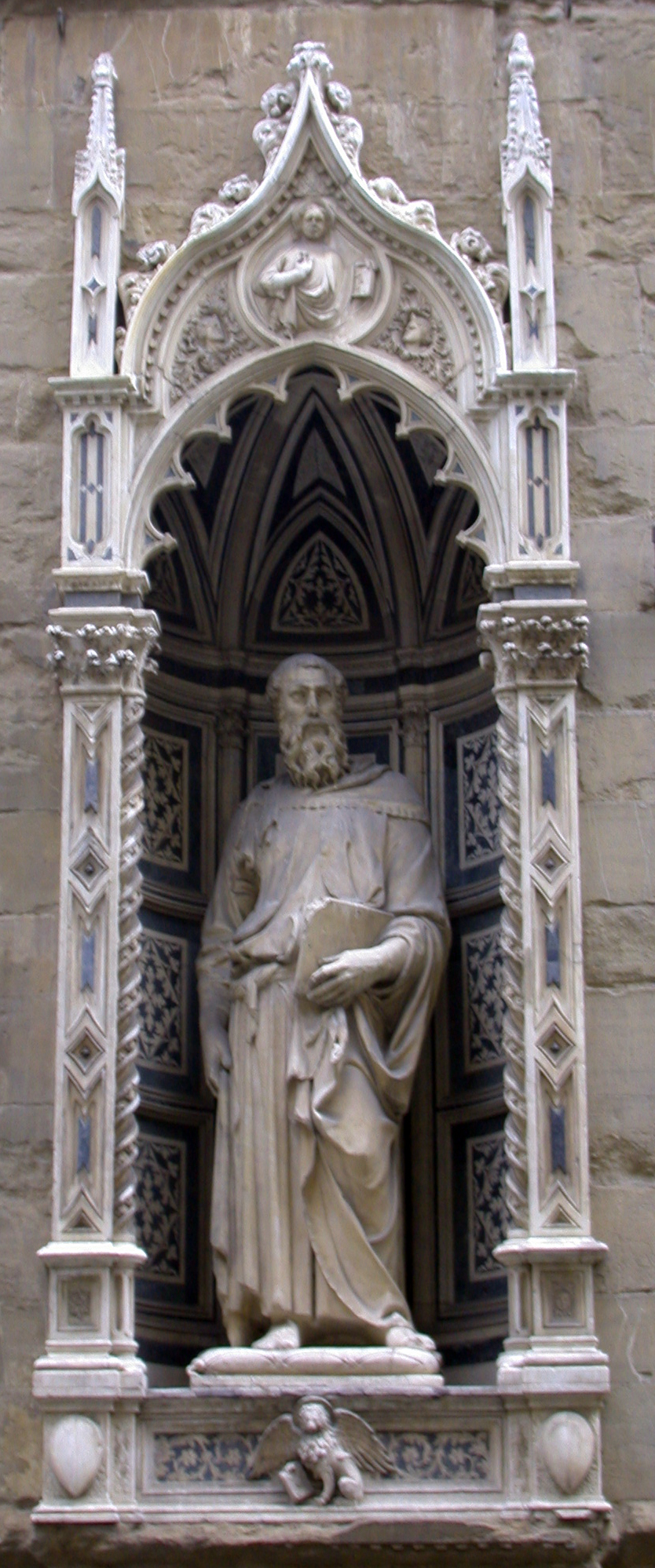
San Marcos

La iglesia de Orsanmichele es un edificio que en su origen fue construido para convento de una comunidad de monjas, más tarde se utilizó para tribunal civil y después para mercado de cereales, hasta ser destinado al culto mariano. En 1366 las arcadas de la plaza fueron cerradas por el arquitecto Francesco Talenti y en 1404 se ordenó que cada «Arte de Florencia» (los gremios), colocase en una de las catorce hornacinas de las pilastras exteriores, la imagen de su santo patrón. Así Orsanmichele se convirtió en un lugar público de exposición exterior a nivel de la vista. Las estatuas, hechas por diferentes artistas y materiales, se han ido trasladando, para asegurar su conservación. La mayoría de ellas se encuentran en la planta superior de la iglesia, convertida en un museo, inaugurado en 1996.
Donatello participó con los encargos del San Marcos para el Gremio de los Hiladores (1411-1413), el San Jorge para el Gremio de los fabricantes de armaduras (1415-1417) y el San Luis de Tolosa para el de los Capitanes de la parte de los Güelfos (1422-1425).

#### San Marcos
San Marcos está retratado como un antiguo filósofo con la cabeza con barba y vestido con una túnica anudada a la cintura. El rostro está esculpido con una expresión de seriedad digna y de integridad espiritual, que recuerda la del San Juan Evangelista de unos pocos años atrás. La pierna izquierda de San Marcos, tiene una suave inclinación, en una forma ponderada, pero no quita que la actitud sea recta y solemne. El pequeño giro del cuerpo hace sobresalir ligeramente la figura de la hornacina, evitando la rigidez de una posición estrictamente frontal. La mirada del santo parece perderse en el horizonte. Con la mano izquierda, sujeta un libro abierto, que es el atributo clásico de los evangelistas. Miguel Ángel elogió esta escultura diciendo, según Vasari:«nunca había visto una figura con el aire de tan buen hombre como esta y que si San Marcos había tenido realmente estas características, entonces podía creer ciegamente en lo que él había escrito».
La estatua fue quitada de su lugar en 1941, para protegerla de los bombardeos de la Segunda Guerra Mundial y, nuevamente en 1977 para empezar una restauración. En esta ocasión se limpiaron las zonas oscurecidas, que habían estado ennegreciendo la figura, para que apareciese la pátina de bronce y conseguir una armonización con las estatuas de mármol y las de bronce de Orsanmichele, se redescubrió en el modelo los restos del dorado en el cabello, la barba, las orillas de la vestidura, el libro y en el cojín donde apoya los pies la estatua. El original se encuentra en el museo de Orsanmichele y se ha colocado una copia en el exterior.

#### San Jorge

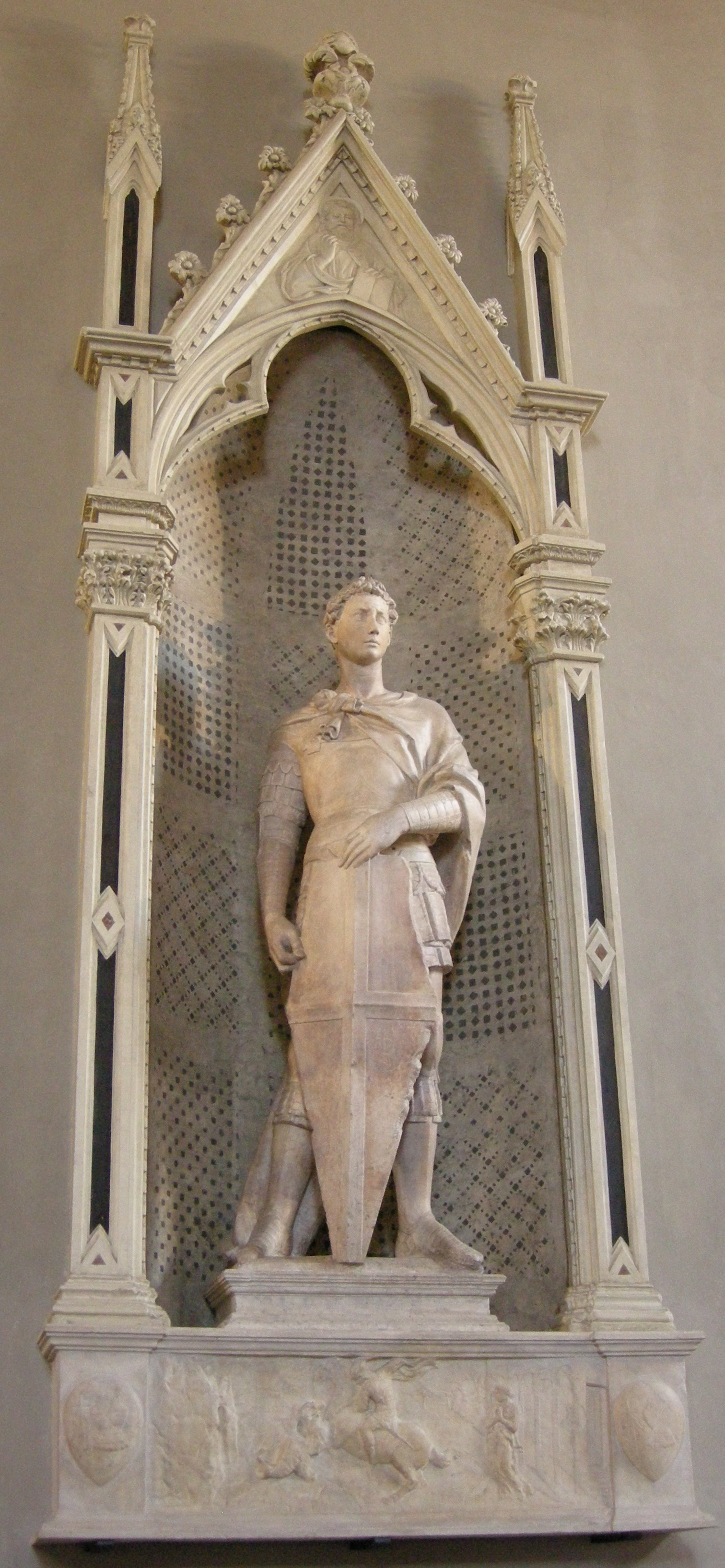
San Jorge

El San Jorge de 1417, con el tabernáculo obra también de Donatello, fue un encargo del Gremio de fabricantes de armaduras; el resultado venía condicionado porque el gremio quería una obra donde tuviesen protagonismo las armas y armaduras. La figura, ligeramente en rotación alrededor del eje central, se basa en la superposición de tres líneas ovales: la cara con las cejas, el pecho y el escudo. El trazo de la cabeza, en la dirección opuesta a la del torso, es un recurso del artista para dinamizar la obra.
El bajorrelieve en piedra de la base, probablemente añadido dos años más tarde, fue tallado con la técnica de stiacciato; es uno de los primeros ejemplos de una perspectiva central de punto de fuga, con carácter horizontal y que converge en el grupo central, con la representación de San Jorge salva a la princesa, sacado de La leyenda dorada de Santiago de la Vorágine. Las líneas de la capa, la armadura del santo y las alas abiertas del dragón, que captan la atención de la mirada del espectador, están en la línea del estilo gótico tardío. Pero la nueva concepción del espacio, que parece extenderse más allá del marco del bajorrelieve, son también punto de referencia, como también la innovadora función de la luz que sobresale del punto focal de la acción.

#### San Luis de Tolosa
San Luis de Tolosa lo realizó en 1423 en bronce dorado; esta pieza se encuentra en el Museo dell'Opera de la Santa Croce, pero originalmente estaba en un tabernáculo diseñado por Donatello. Este tabernáculo pertenecía a los güelfos; cuando éstos perdieron poder, la tuvieron que vender, entre 1459 y 1460, fue comprada por la corporación gremial de los comerciantes, que cambiaron la obra por el grupo escultórico de La incredulidad de Santo Tomás de Andrea Verrocchio. Como se pudo observar en una restauración de la escultura de San Luis, la construcción fue hecha a base de piezas fundidas que se ensamblaban entre sí, la mitra y el báculo pastoral se pueden quitar como piezas sueltas y la mano derecha del santo en posición de bendecir, es un guante vacío.

### Crucifijo
Hay otra referencia sobre un trabajo de esta primera época, de un crucifijo en madera policromada, que se nombra en un informe de Vasari, con motivo de una especial competición entre Brunelleschi y Donatello: 

... hizo un Crucifijo de madera, que, cuando lo hubo acabado, lo mostró a Brunelleschi,muy amigo suyo, para saber su opinión. Este, que por las palabras de Donatello esperaba ver algo mucho mejor, al mirarlo se sonrió. Y Donato le rogó, por la amistad que entre ellos había, que le dijese su parecer. Por lo que Filippo, que era muy liberal, repuso que le parecía que había puesto en la Cruz a un campesino y no un cuerpo semejante a Jesucristo, que era más delicado y en todas sus partes el más perfecto de forma humana jamás creada.
Vasari. Le vite de' più eccellenti pittori, scultori e architettori-IV

Donatello ante esta cruel crítica invitó a Filippo Brunelleschi a producir un trabajo mejor que el suyo. Ante el crucifijo realizado por su amigo, Donato fue leal y admitió que había sido vencido.
Su datación se coloca entre 1406 y 1408 y como en su obra de los pequeños profetas, en su atribución hay algunas dudas expresadas creyendo que puede haber sido realizado por Nanni di Banco, aunque esta teoría no tiene grandes seguidores. El cuerpo del crucifijo de Donato está realizado según el deseo del comitente, la Orden de San Francisco, con un realidad del sufrimiento humano y un patetismo para llegar al pueblo llano, refleja la agonía de Cristo, con los ojos parcialmente abiertos, la boca abierta y el cuerpo relajado. Se encuentra en la basílica de Santa Cruz (Florencia).

### Marzocco
Se le encargó a Donatello la ejecución del Marzocco en 1419, con ocasión de la visita a Florencia del papa Martín V, para su colocación en la escalinata que conducía a las habitaciones papales de santa Maria Novella. Un marzocco es una escultura representando a un león, símbolo del poder popular en la República de Florencia, y que Donatello supo sacar toda la gran majestad en la descripción del animal heráldico. En 1810 fue erigido en la Plaza de la Signoria y, más tarde, reemplazado por una copia y trasladado el original al museo del Bargello.
Entre 1415 y 1426, realizó cinco estatuas talladas para el campanario de la catedral: Profeta imberbe, Profeta pensativo (ambos en 1415), Sacrificio de Isaac (1421), el Profeta Habacuc conocido como Il Zuccone (1423-1425) y el Profeta Jeremías . Donatello caracterizó a los profetas de la torre de acuerdo con el modelo clásico del orador. Estas estatuas de medida más grande que del natural, se sabe que eran retratos de ciudadanos reales, no idealizados; la grandeza y la dignidad de la persona, viene dada por el gesto y por el efecto del claroscuro de los pliegues de sus vestiduras. Las esculturas fueron trasladadas al Museo dell'Opera del Duomo (Florencia) en 1937, colocándose unas copias en el campanario.

#### Profeta imberbe
El Profeta imberbe, ocupó una de las hornacinas de la cara del este de la torre campanario, realizada en mármol blanco entre 1416 y 1418, debe su nombre a la falta de atributos iconográficos para identificar al profeta que se refiere, está caracterizada con vestiduras clásicas y la postura de un orador, con una expresión en su rostro de gran realismo. Los pliegues de sus vestidos son profundos para conseguir un fuerte claroscuro, así como muestra unos fuertes y decididos gestos en su mano izquierda para señalar la cartela donde muestra su profecía.

#### El profeta pensativo
El Profeta pensativo, instalado en el tercer orden del campanario de la catedral, es de 1418 y está realizado en mármol. Como pasa con el Profeta imberbe, no ha sido posible identificar al personaje que representa. Su rostro tiene una gran semejanza con el San Marcos de Orsanmichele, realizado por Donatello poco tiempo antes. Su ejecución fue hecha con unos trazos que muestran la grandeza y la dignidad del representado, con el típico gesto de actitud pensativa profunda que lo consigue el artista, llevando la mano derecha como si estuviera mesándose la barba.

#### Sacrificio de Isaac
Entre toda esta serie de esculturas sobre profetas, descuella como excepción —por formar un grupo de dos personajes— la del Sacrificio de Isaac, representa Abraham en el acto del sacrificio de su hijo Isaac, mientras los otros profetas están con gestos meditativos y todos sin identificar, en este grupo se advierte el movimiento en la cabeza girada de Abraham, como si estuviera pendiente de la advertencia del ángel para que pare su sacrificio. Se cree que en la ejecución de esta obra participó su ayudante Nanni de Bartolo.

#### Profeta Habacuc o Zuccone
El profeta Habacuc conocido popularmente como il Zuccone (el calabacín), fue realizada la escultura para colocarla en el lado norte del campanario, una de la peores caras para su visualización, pero una vez hecha la obra, los comitentes de la catedral quedaron tan satisfechos, que cambiaron su colocación al lado oeste, parte que queda en paralelo con la fachada de la catedral. En esta escultura, Donatello, realizó el retrato de un personaje de Florencia llamado Barduccio y que el pueblo lo llamaba Zuccone, es decir, calabacín, por su cráneo alargado y calvo y de aquí también el nombre popular de la escultura. Al profeta, Donatello lo representó con una extrema delgadez y con una larga túnica por donde se le aprecian los brazos desnudos con una excelente anatomía, lo más impresionante, es el carácter que supo dar a la expresión del rostro, con un intenso realismo.

#### Profeta Jeremías
Esta escultura del profeta Jeremías, fue la última realizada por Donatello para el campanario de la catedral de Florencia, donde se colocó en la misma cara oeste que el profeta Habacuc. Vasari en su Le Vite cuenta que Donatello empleó como modelo de esta estatua a Francesco Soderini, un amigo florentino del escultor. La obra tiene una gran expresividad en su rostro y muestra un efecto general de grandeza y seriedad.

### Relicario de San Rossore
Para la iglesia de Ognissanti (Florencia), se le encargó en 1424, la obra de un busto relicario de San Rossore, en bronce dorado, fue elaborado como un busto de tipo «retrato romano» del siglo III. Se conserva en el Museo nazionale di San Matteo en Pisa, donde fue trasladado en 1591.

### Obras en Siena

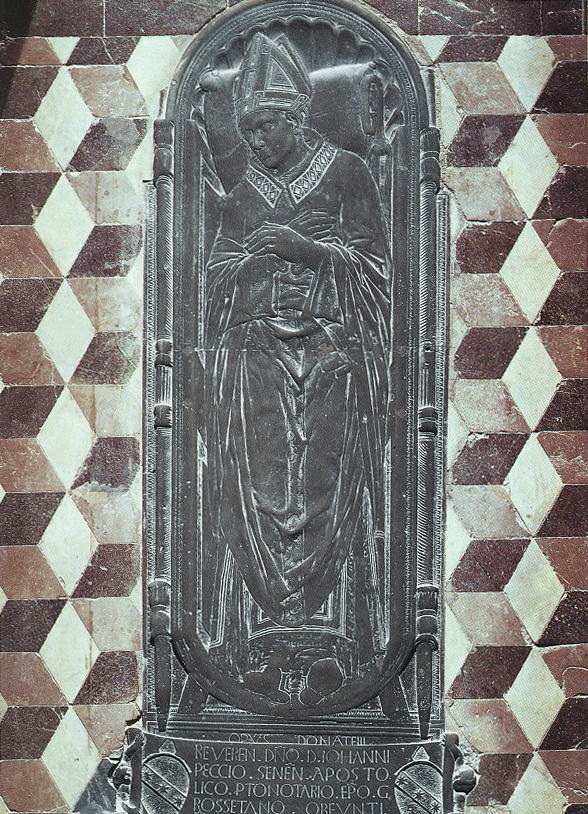
Lauda sepulcral del obispo Giovanni Pecci en la catedral de Siena.

A partir de 1423 y mientras se encontraba trabajando en los profetas para el campanario de Santa Maria del Fiore, recibió el encargo para la decoración del baptisterio de Siena, al lado de otros artistas como Lorenzo Ghiberti, Jacopo della Quercia y Luca della Robbia. 
Realizó uno de los relieves en bronce que corresponde al friso de la pila bautismal, con el tema del Festín de Herodes. En un primer plano expone, Donatello, la presentación de la cabeza decapitada de san Juan Bautista a Herodes, apreciándose el horror en su rostro, que esto le produce. En la parte derecha, en primer término se encuentra Salomé. La arquitectura en perspectiva del segundo plano, con la clásica arcada, hace ver una gran profundidad, conseguida con un mínimo relieve, con la técnica del stiacciato. Esta perspectiva central, fue usada por Brunelleschi, aunque en este relieve su aplicación lo convierte en uno de los más importantes del primer Renacimiento.
Ante la gran satisfacción de los comitentes, inmediatamente, le encargaron la ejecución de dos esculturas exentas, también en bronce y representando a La Fe y La Esperanza para incorporarlas a la gran pila bautismal.
La lauda sepulcral de Giovanni Pecci, obispo de Grosseto, que murió en 1426, fue encargada a Donatello para la catedral de Siena, donde se encontraba trabajando en el baptisterio de San Juan de este templo. El artista representó en un relieve en plata , la imagen del obispo que fue realizada en un finísimo relieve, adaptándose perfectamente en su disposición sobre el pavimento de la catedral.

## Relieves
Una larga serie de relieves tratados con la técnica del stiacciato realizó Donatello durante toda su trayectoria artística, como el relieve de la Madonna Pazzi en mármol, encargo realizado entre 1425 y 1430 para el Palazzo Pazzi florentino, en este la perspectiva viene desde la parte baja, los planos son en gradación y con un drapeado de gran delicadeza. Este tipo de imagen de la Virgen con el Niño de medio cuerpo sería cada vez más representada durante el Quattrocento, reservada sobre todo para el culto privado. Se le atribuye a Donatello el bajo relieve del Bautismo de Cristo en la pila bautismal en la Catedral de Arezzo en la Toscana, datada después de 1425.
La entrega de llaves a San Pedro para el altar de la capilla Brancacci (1425-1430), conservada en el Victoria and Albert Museum de Londres, y el relieve de La Asunción de la Virgen para la tumba del cardenal Rainaldo Brancacci en Sant'Angelo a Nilo en Nápoles están ejecutados con el mismo tratamiento. Es posible que se tratara de una petición explícita del cardenal que estaba muy vinculado con la Basílica de Santa María la Mayor en Roma. En esta iglesia se vivía con intensidad la festividad de la Asunción de la Virgen.

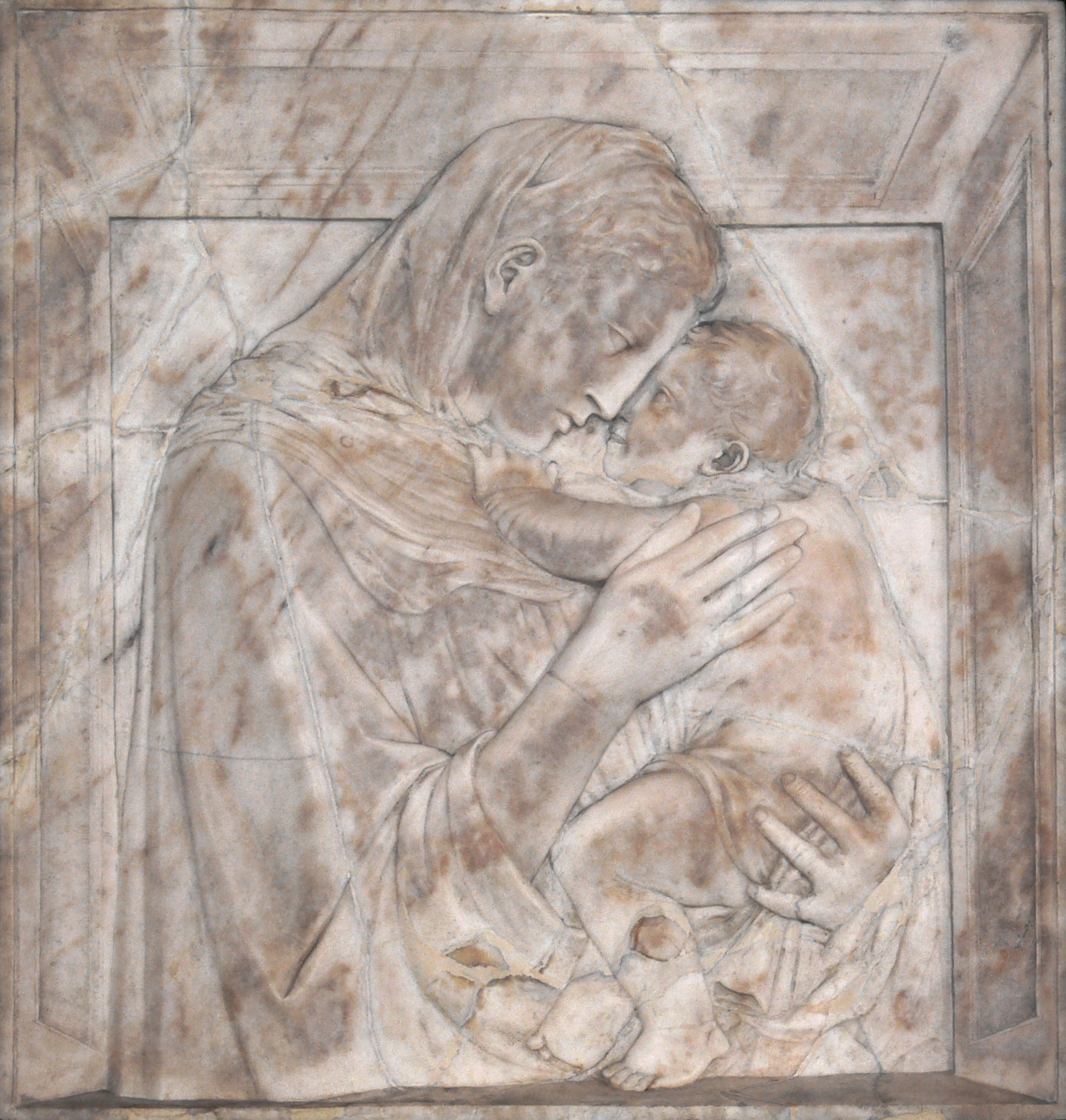
Madonna Pazzi.
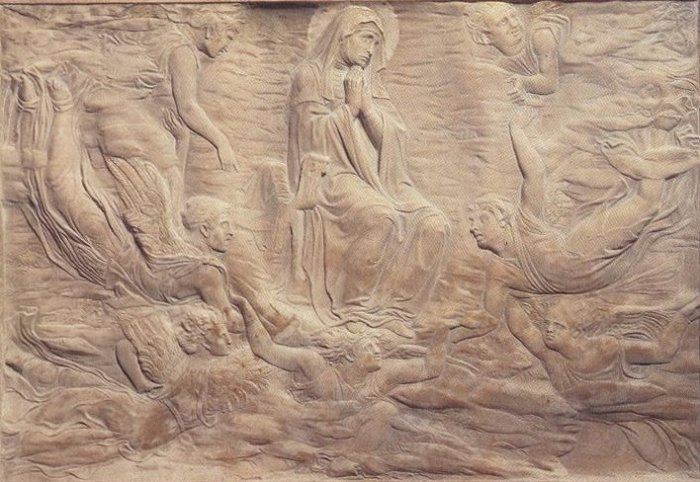
La Asunción de la Virgen.
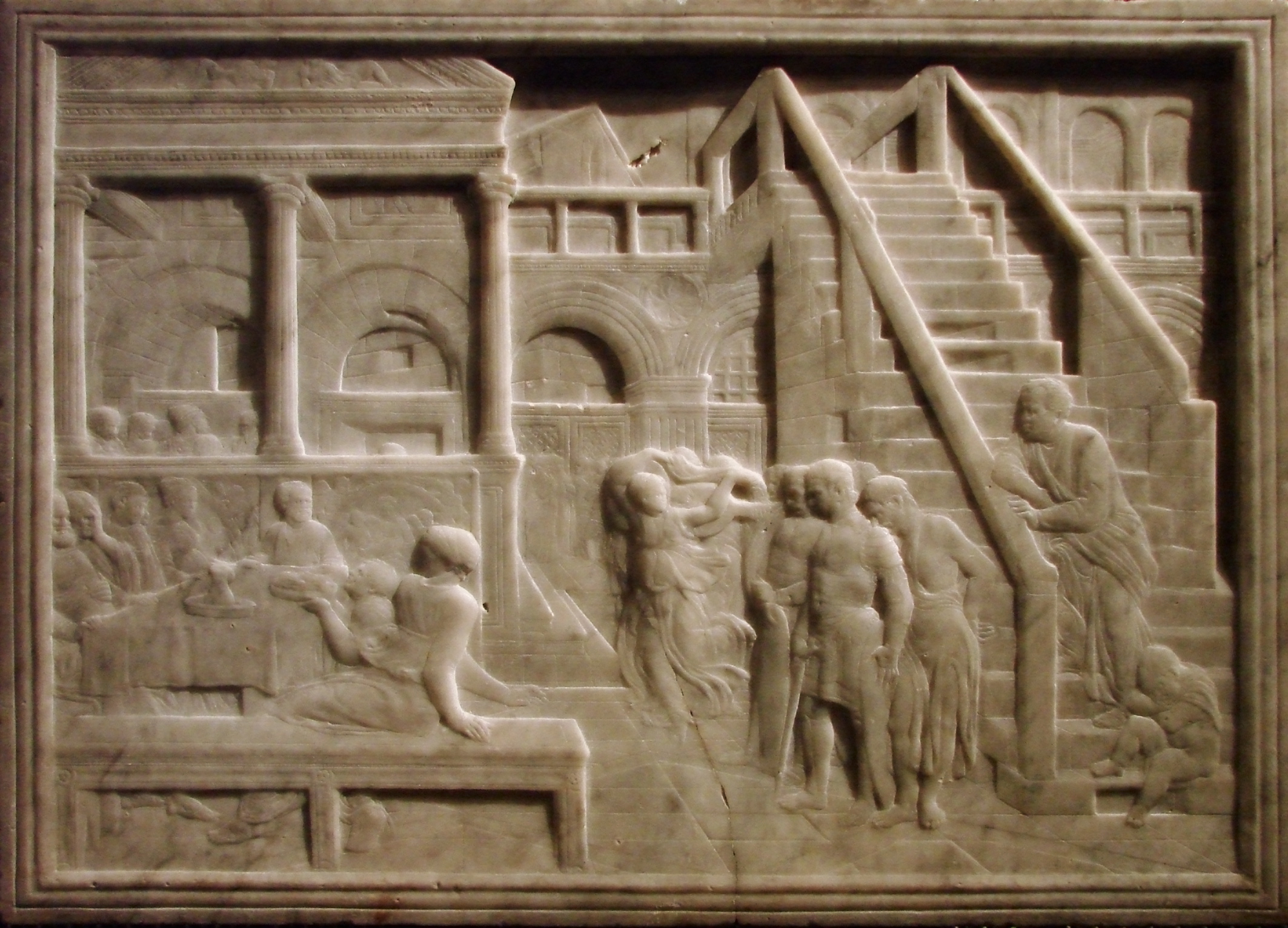
Festín de Herodes en mármol.

El Festín de Herodes en mármol de 1437, ya había sido tratado este mismo tema, con material de bronce anteriormente. En el de mármol, el tratamiento llega a un alto grado de sutileza y difuminación, que demuestra hasta que punto había llegado el autor, con el dominio en el relieve, con la resolución en la dificultad de la representación de la parte arquitectónica, así como en las figuras que se encuentran admirando la danza de Salomé, llena de sensualidad.

## La asociación con Michelozzo

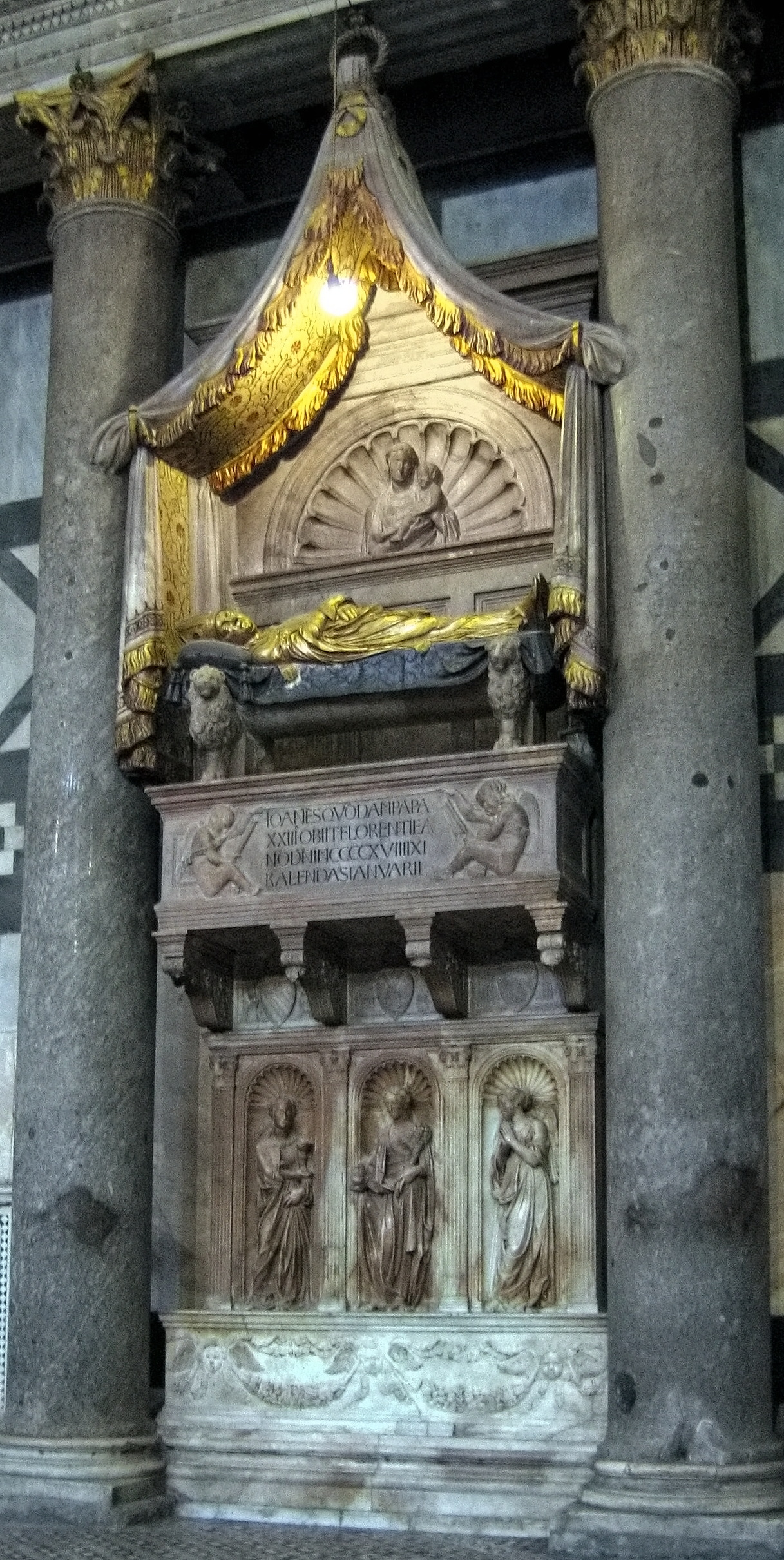
Tumba del antipapa Juan XXIII, por Donatello y Michelozzo.

En 1425 se inició la asociación entre el taller de Donatello y Michelozzo, que duró hasta finales de los años 1430, con una serie de obras importantes en cooperación. Michelozzo, fue un buen escultor y arquitecto y tenía diez años menos que Donatello, mientras Donatello fue un indiscutible maestro de la escultura. Michelozzo, antiguo discípulo de Brunelleschi, por lo general se dedicaba a la resolución de asuntos relacionados con el aspecto social cotidiano y la arquitectura.

### Monumentos fúnebres
De 1423 a 1425, Donatello trabajó con Michelozzo en la Tumba del antipapa Juan XXIII, nacido como Baldassare Cossa, en el Baptisterio de San Juan (Florencia), donde había pedido se colocara su sepultura después de haber realizado diversas donaciones. Está construido con un gran efecto teatral, entre dos columnas cerca del altar mayor. Donatello, ejecutó sin duda, la figura de bronce dorado del difunto yacente sobre su tumba, vestido con ropas pontificales, sobre él hay una gran venera en semicírculo que contiene una Virgen con Niño, la parte superior está enmarcada por un dosel abierto. Debajo de la urna hay una lápida con relieves de dos putti que sostienen una cartela con el nombre y con el número de cargos del difunto, más abajo se encuentran tres relieves con la representación de las Virtudes, la Fe, la Caridad y la Esperanza. Este monumento sirvió como modelo para otros del ambiente florentino, en la basílica de la Santa Cruz (Florencia).
En este periodo realizaron la tumba del cardenal Rainaldo Brancacci que fue enviado a la iglesia de Sant'Angelo a Nilo en Nápoles. El monumento fúnebre de Bartolomeo Aragazzi, que se encuentra en el Duomo di Montepulciano y del que se conservan solo algunos fragmentos en la catedral. Dos pequeños ángeles perteneciente a esta tumba se encuentran en el Victoria and Albert Museum de Londres.
La gran tumba de Brancacci presenta un baldaquino y una composición inspirada en la tradición napolitana del Trecento. El trabajo se inició en vida de Rainaldo Brancacci, y los artistas ya habían completado alrededor de una cuarta parte del monumento cuando se produjo el fallecimiento el 5 de junio de 1427. El trabajo no es innovador comparado con el monumento funerario del antipapa Juan XXIII en el Baptisterio de Florencia. Es probable que Michelozzo fuese el principal responsable de diseño y construcción. El relieve de La Asunción de la Virgen y las cariátides que sostienen el sarcófago son atribuidos a Donatello.

### Púlpito exterior de la catedral de Prato

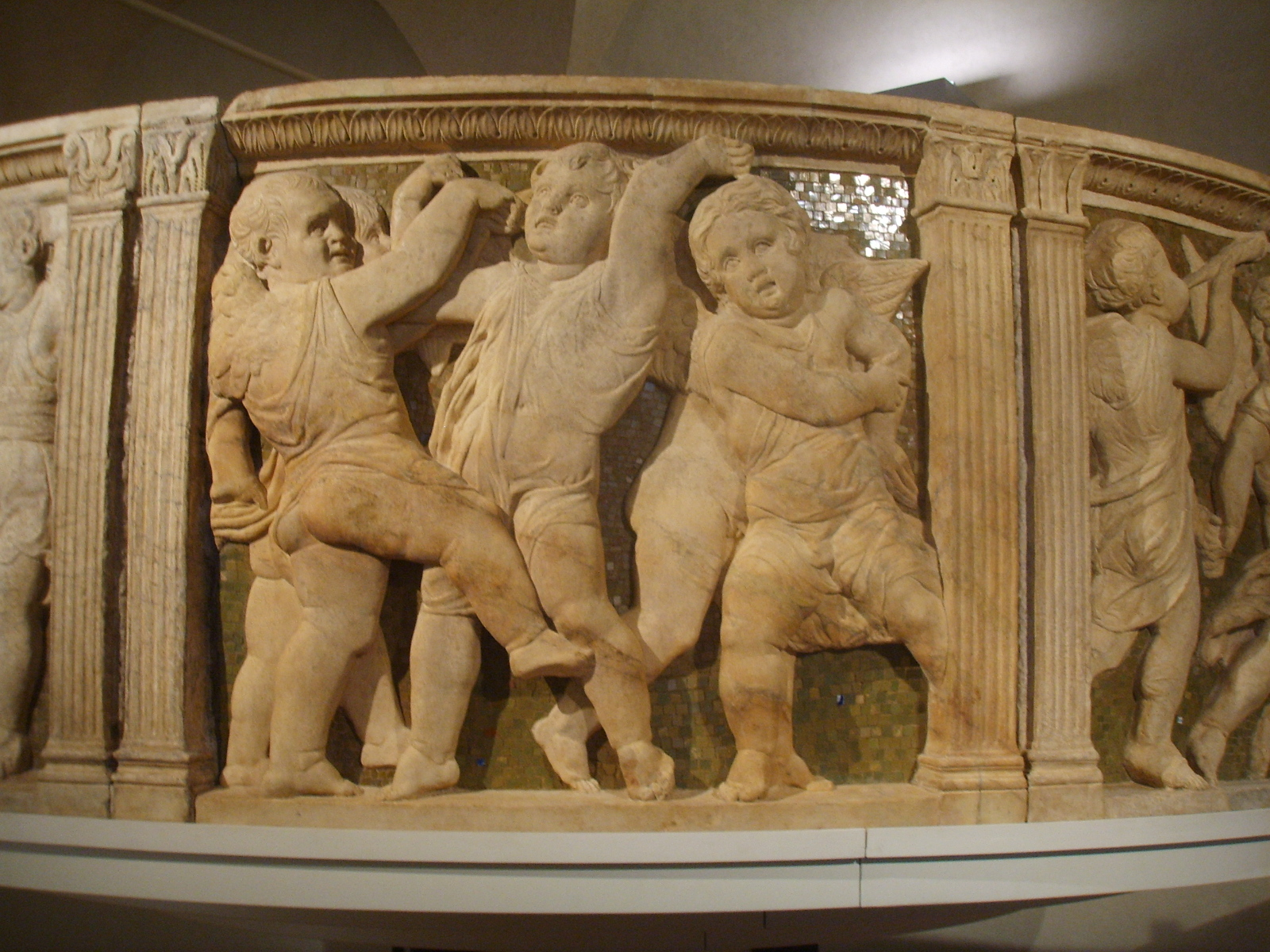
Detalle de un relieve del púlpito de Prato.

En julio de 1428, Donatello y Michelozzo consiguieron otro encargo de gran importancia, la creación del púlpito exterior de la catedral de Prato, con la intención de utilizarlo para la exposición de la reliquia de la Sagrado Cíngulo de la Virgen. En el contrato, firmado por Michelozzo en nombre de ambos, se les da un plazo de ejecución dentro de los siguientes quince meses, cláusula que se rebasó ampliamente, ya que duró, pese a las reiteradas protestas de los comitentes, hasta finales de los años 1430. La arquitectura se da por unanimidad a Michelozzo y todos los relieves con putti a Donatello, al menos en el diseño, ya que la escultura se ha constatado que no es siempre de la mano del maestro, seguramente, algunas se realizaron por los numerosos ayudantes de que dispusieron. Las esculturas originales se conservan en el Museo dell'Opera del Duomo (Prato) y se han colocado unas copias en el exterior.

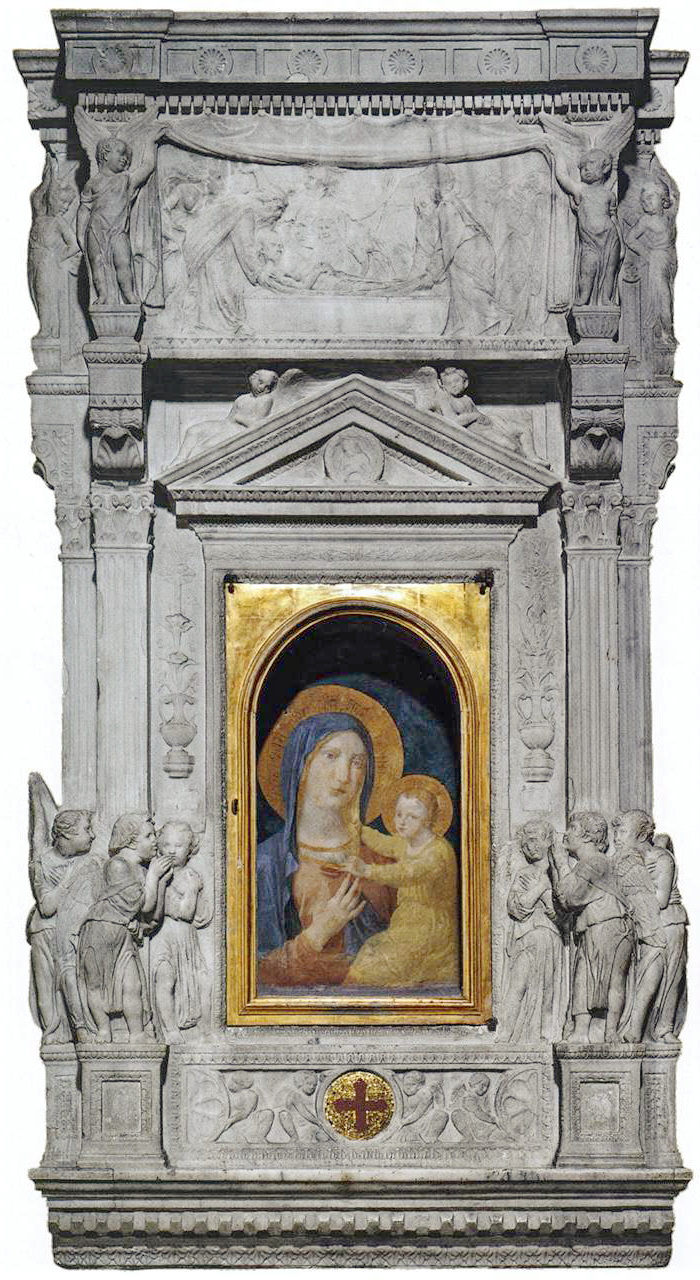
Tabernáculo del Santo Sacramento en San Pedro del Vaticano.

En este largo período, los dos artistas realizaron otras obras además de realizar un viaje de al menos dos años a Roma. En el otoño de 1432, se le envió una carta a Donatello, para convencerlos de que regresaran a Prato. Se sabe que durante su estancia en Roma, trabajaron al menos en dos obras: la lápida de Giovanni Crivelli en la basílica de Santa María en Aracoeli (1432) y el Tabernáculo del Sacramento de la Eucaristía (c.1432) que fue un encargo del papa Eugenio IV para su capilla privada. Ahora en el Museo del Tesoro de la basílica de San Pedro del Vaticano.
En 2005 se aceptó la atribución de otra obra de esta época romana, la Virgen con dos coronas y querubines, que sería el fragmento de una luneta de la tumba de Santa Catalina de Siena, en la basílica de Santa Maria sopra Minerva, donde trabajaron más artistas.
Amenazado de ser castigado con una multa, Donatello volvió a Florencia en mayo de 1433, dedicándose a numerosas obras que había dejado incompletas, incluidos la de los profetas del campanario de la catedral.
Los relieves del púlpito datan también después del viaje de Roma (un nuevo contrato se firmó en 1434), con una estructura semicircular, se encuentra fragmentada por pares de pilastras que separan las frenéticas escenas de los putti, probablemente inspiradas en antiguos sarcófagos, pero también muestran los salmos 148-150 de la Biblia, donde hay las llamadas a alabar a Dios a través de canciones y bailes por medio de los niños. Fue montado en el verano de 1438 y Donatello recibió el pago en septiembre de ese mismo año.

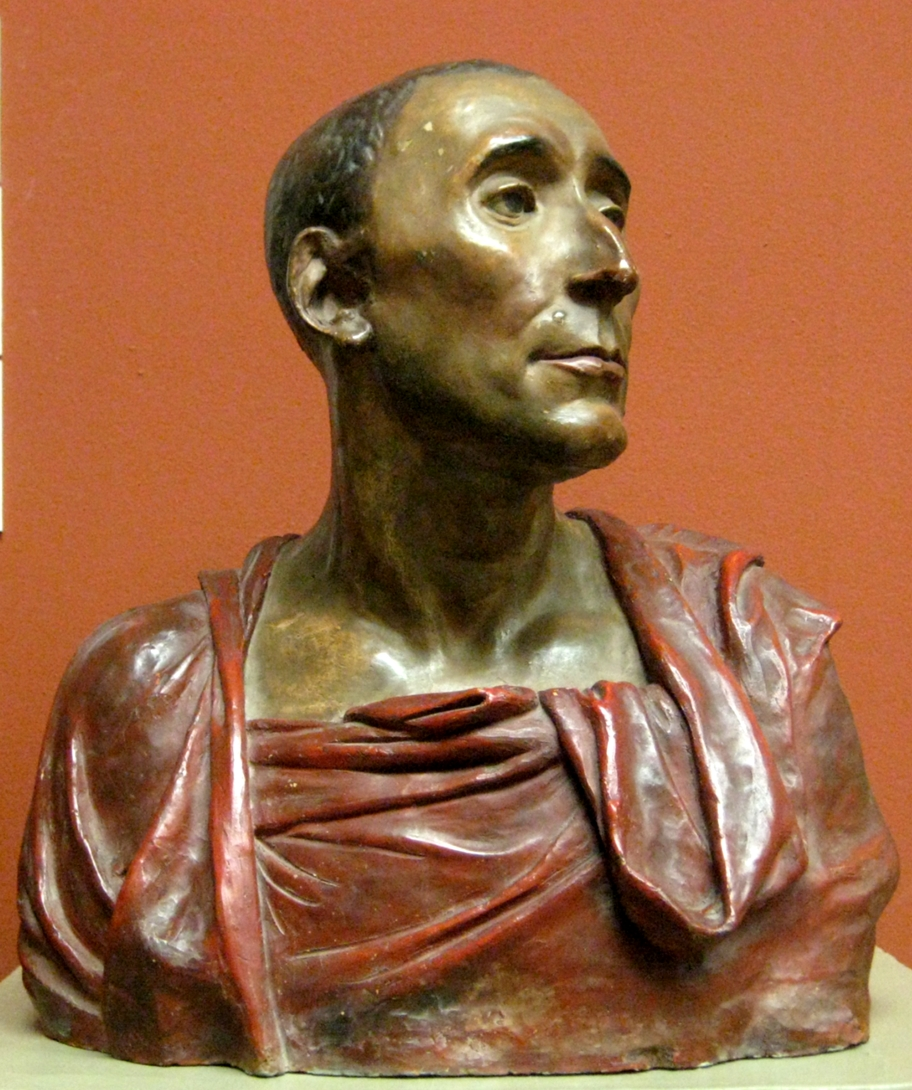
Retrato de Niccolò da Uzzano

Después de completar el púlpito, las pistas de la colaboración entre los dos artistas se pierden. Michelozzo empezó a dedicarse cada vez más a la arquitectura, convirtiéndose en el arquitecto de Cosme el Viejo, y Donatello siguió sin interrupción con la creación de obras escultóricas.
El retrato de Niccolò da Uzzano es un busto en terracota policromada, que data de alrededor de 1432, a su vuelta del viaje efectuado a Roma. Los retratos en forma de busto siguieron siendo utilizados en el Quattrocento con la nueva concepción humanística que imponía la representación con gran parecido físico, pero también con la afirmación de la personalidad del retratado. Según Leon Battista Alberti, el artista debía «caracterizar pero también establecer relaciones armoniosas». Es posible que la petición le viniera del propio Uzzano, ya que fue uno de los encargados de proponerle la realización de la tumba del antipapa Juan XXIII. Sin embargo, parece que por las líneas tan marcadas del rostro, fue realizado a partir de una mascarilla mortuoria. La calidad del modelado se compara con algunas esculturas ejecutadas por Donatello, como las de los profetas Habacuc y Jeremías.

## La Florencia de los Médici

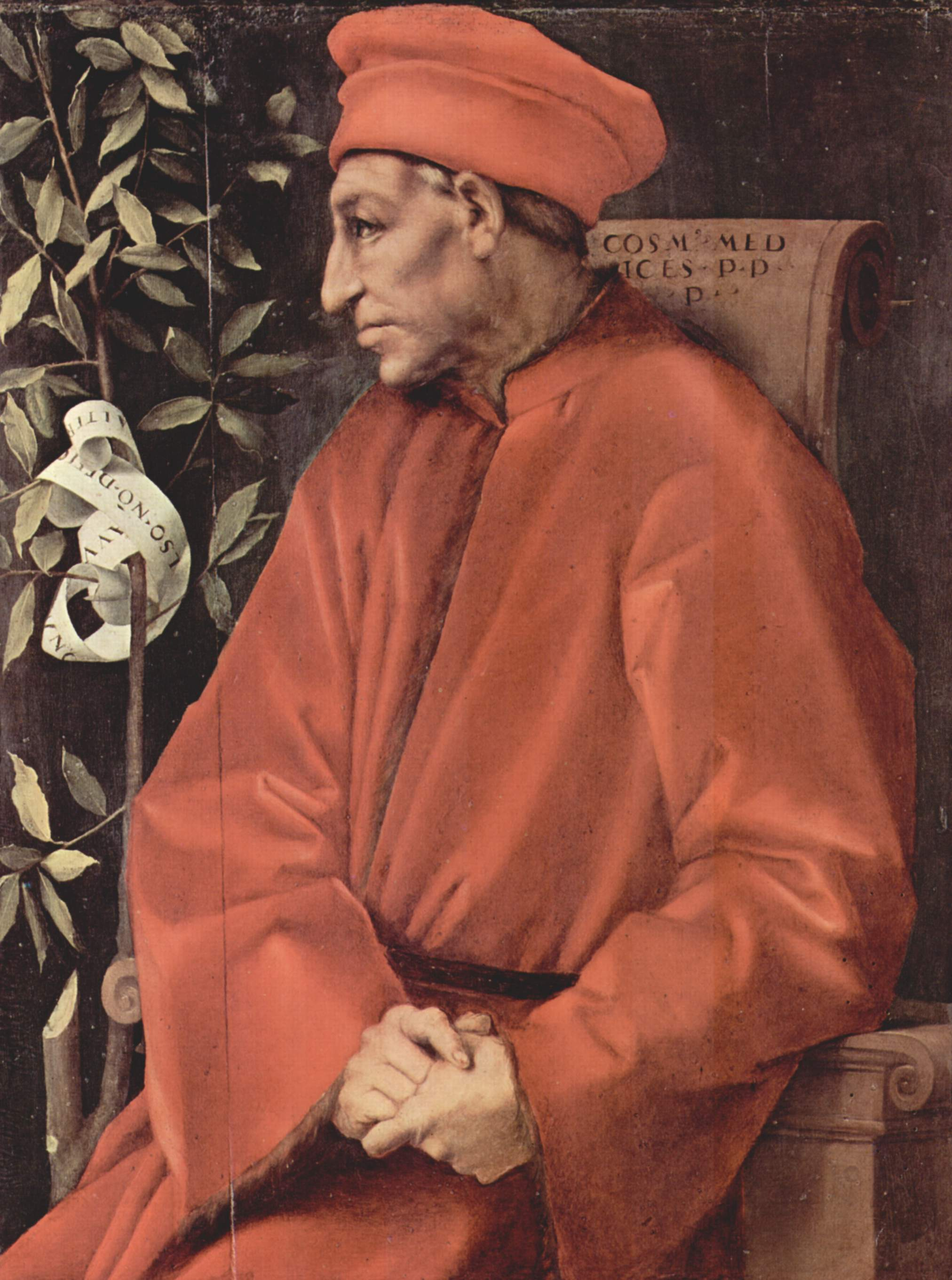
Cosme de Médici de Jacopo Pontormo. Gran mecenas del Renacimiento italiano.

Donatello fue contemporáneo de Cosme de Médici, que falleció en 1465, solo dos años antes que el gran escultor. Fue el fundador del mecenazgo de los Médici. Amante del arte y de las ciencias, puso al servicio de las mismas su fortuna con la liberalidad de un gran señor, toda Florencia siguió su ejemplo. Gran coleccionista, se hizo aconsejar por Donatello con el que entabló amistad y le animó en sus adquisiciones artísticas. Vasari es testimonio de la amistad entre ambos, que se tuvieron durante más de medio siglo y que evolucionó con el tiempo en una estima recíproca. De joven estuvo en la casa de Ruberto Martelli, familiar de los Médici, con su trato amable y sumiso, se ganó su favor así como todos los de sus parientes. El prestigio social que adquirió Donatello, el hijo de un cardador, demuestra lo que podía lograr un artista en la Florencia del siglo XV, hasta llegar a tener esa gran relación con el rico y poderoso Cosme de Médici.
Curiosamente, sin embargo, no se han conservado los documentos de los encargos directos de la familia Médici a Donatello, pero son varias las esculturas realizadas bajo su patrocinio, entre ellas, la decoración de la Sacristía Vieja, el David, Judith y Holofernes y su última obra los púlpitos de San Lorenzo.
En su lecho de muerte Cosme, pidió a su hijo Pedro de Cosme de Médici, el cuidado de Donatello, ofreciéndole una renta de una hacienda en Cafaggiolo. Pero a Donatello no le gustaba la vida en el campo, y mucho menos el cuidado que debía tener de la hacienda, por lo que renunció a todo. Pedro, entonces, le asignó una renta vitalicia en dinero efectivo. A la muerte de Donatello, fue enterrado como tenía dispuesto Cosme de Médici, cerca de su misma sepultura en la iglesia de San Lorenzo.

### Cantoría de Santa María del Fiore

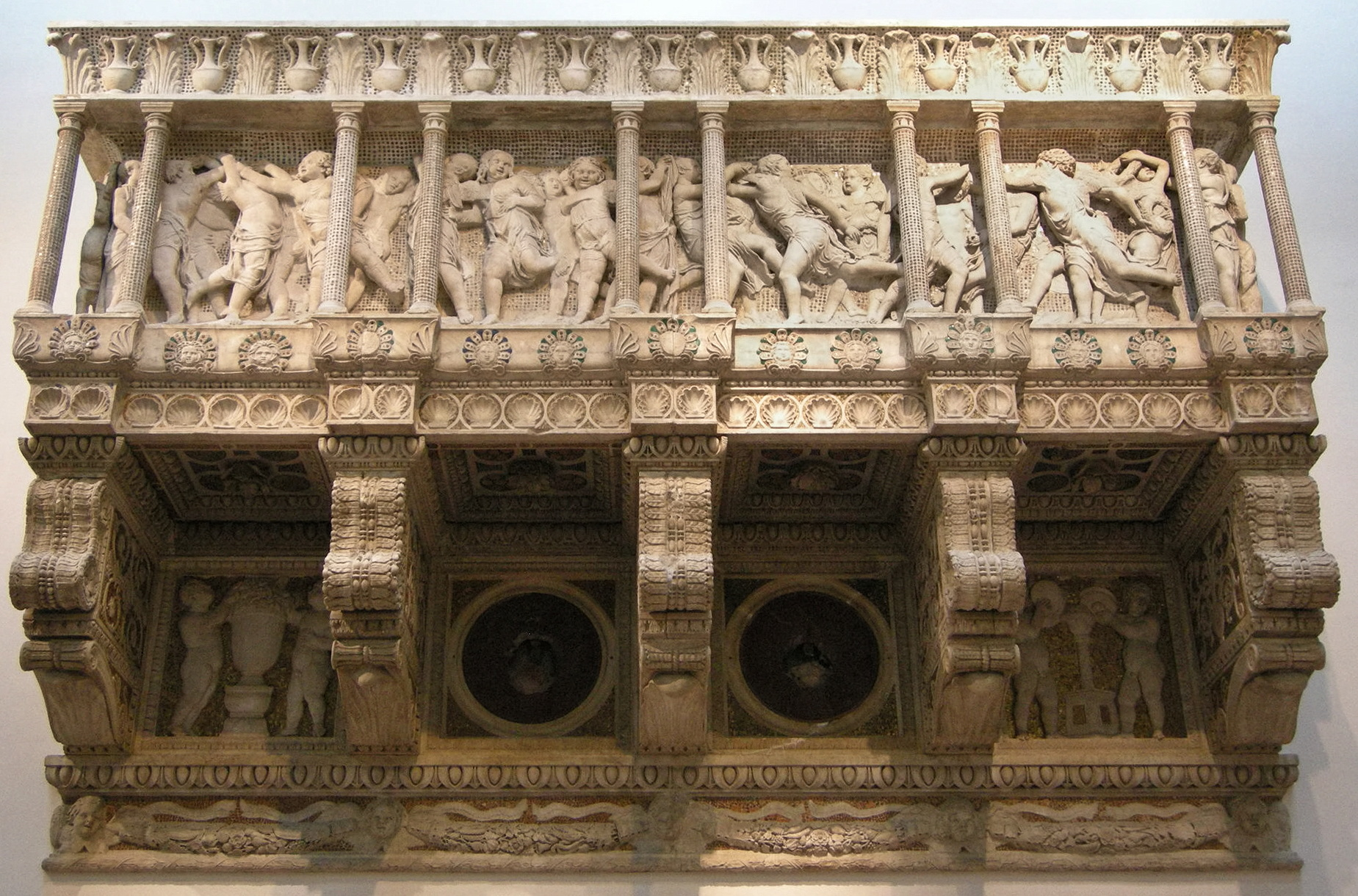
Cantoría de Donatello en el Museo dell'Opera del Duomo (Florencia)

De regreso de su segundo viaje a Roma, Donatello firmó el contrato con la catedral de Santa Maria del Fiore de Florencia con fecha 10 de julio de 1433 para realizar una de las dos cantorías o tribunas de las que quería disponer la iglesia. La primera, para la instalación del órgano, se pidió su realización en 1431 a Luca della Robbia, para colocarla por encima de la puerta de la sacristía de las Misas en el sureste del crucero. La de Donatello tenía que estar dispuesta simétricamente, en el lado contrario sobre la otra sacristía de los Canónigos y estaba destinada para los niños cantantes del coro de la catedral, fue terminada en 1439. Ambas tribunas se conservan, los originales, en el Museo dell'Opera del Duomo.
La tribuna muestra la combinación de arquitectura, relieve y mosaico policromo, mezclado con motivos clásicos de dentellones y guirnaldas. Descansa sobre cinco fuertes ménsulas. En los putti copiados de antiguos sarcófagos romanos, consigue el máximo movimiento y expresividad gracias a la composición por medio de líneas en diagonal de los pequeños cuerpos de los ángeles, en contraposición con la verticalidad de las columnas de separación de las escenas.
Los pequeños ángeles bailan alegremente, con distintas posiciones, en el friso entre las columnillas, en general, representan los cantos en alabanza a Dios:

Alabadle con clamor de cuerno, alabadle con arpa y con cítara, alabadle con tamboril y danza, alabadle con laúd y flauta, alabadle con retumbantes címbalos, alabadle con címbalos de aclamación (...).
 Salmo 150 Laudate Dominum.

Además, los destellos dorados brillantes de los mosaicos, acentúan la sensación de movimiento e imaginativa variedad de los elementos decorativos, del parapeto. Nada podría ser más diferente de la calma y compostura serena de la clásica tribuna opuesta de Luca della Robbia.
Coronaban, probablemente, el coro dos putti porta candelabros de bronce, que se encuentran en el Museo Jacquemart-André de París.
Donatello diseñó el vitral La Coronación de la Virgen, de cerca de cuatro metros de diámetro y aún visible desde la nave de la catedral de Santa Maria del Fiore en el óculo del lado este, del tambor de la cúpula. En el círculo exterior se ven querubines y serafines y la escena central es la Virgen recibiendo la Corona por parte de Cristo, ambos sentados sobre tronos, este tema estaba muy difundido en aquella época y además muy relacionado con la Virgen María, a la que estaba dedicada la catedral.

### Anunciación Cavalcanti

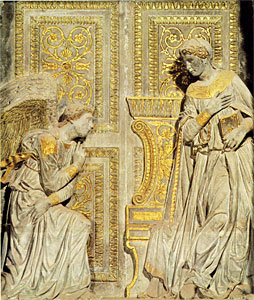
Tabernáculo de la Anunciación Cavalcanti obra de Donatello

Cerca de 1435 realizó el tabernáculo de la Anunciación para el altar Cavalcanti de la basílica de Santa Cruz (Florencia). La obra muestra una desviación del dinámico estilo usual de Donatello, que aquí creó una escena de gran dulzura y belleza.
La Anunciación, está insertada dentro de un tabernáculo renacentista, compuesto por un basamento, con el apoyo de dos ménsulas que muestran los escudos de los Cavalcanti, familia emparentada con Cosme de Médici y que fue la que le encargó la obra a Donatello. La rica ornamentación de toques dorados acentúa las líneas pero, no influye de ninguna manera en la calma y la concentración del encuentro sacro.
Los dos protagonistas la Virgen y el Ángel, están realizados en alto relieve y representados en el momento de la aparición angelical. La Virgen escucha con sorpresa moderada y con una reacción controlada. Su figura está modelada según el ideal anatómico de los antiguos, pero supera el arte antiguo en la expresión de una emoción más profunda. El ángel, arrodillado ante ella, la mira con timidez y con dulzura, estableciendo un estrecho diálogo visual que hace la escena extremadamente ligera y viva. 
No se muestra ninguna alusión al jardín cerrado (hortus conclusus) símbolo de la virginidad de María, y tampoco el ángel lleva el tradicional lirio (símbolo de la pureza) así como no se aprecia la disposición de una cama, cosas bastantes frecuentes en las representaciones de la Anunciación durante el Trecento y el Quattrocento. El símbolo iconográfico de la paloma perteneciente al Espíritu Santo, tampoco está presente.

### Sacristía Vieja de San Lorenzo
La Sacristía Vieja fue una capilla funeraria de la familia de los Médici en el siglo XV, construido por Filippo Brunelleschi entre 1421 y 1428 y decorada por Donatello a partir de 1428-29. Donatello empezó con la historia de San Juan Evangelista. El trabajo se suspendió durante un tiempo, hasta su regreso de Roma en 1434 y Cosme de Médici de su exilio en Padua, el escultor reemprendió el encargo de su protector y amigo, que se completó en 1443, año de la salida hacia Padua de Donatello.

Las obras de Donatello en la sacristía, consistieron en ocho tondos monumentales de estuco policromado (diámetro de 215 cm), con las Historias de San Juan Evangelista, patrono de la capilla, donde se tiene en cuenta el punto de fuga óptico con los espectadores que las contemplan desde abajo. Los tondos con los relatos de San Juan Evangelista (1428-1432) en las pechinas de la cúpula, estaban pintados al estuco con los colores blanco, rojo ladrillo y azul.

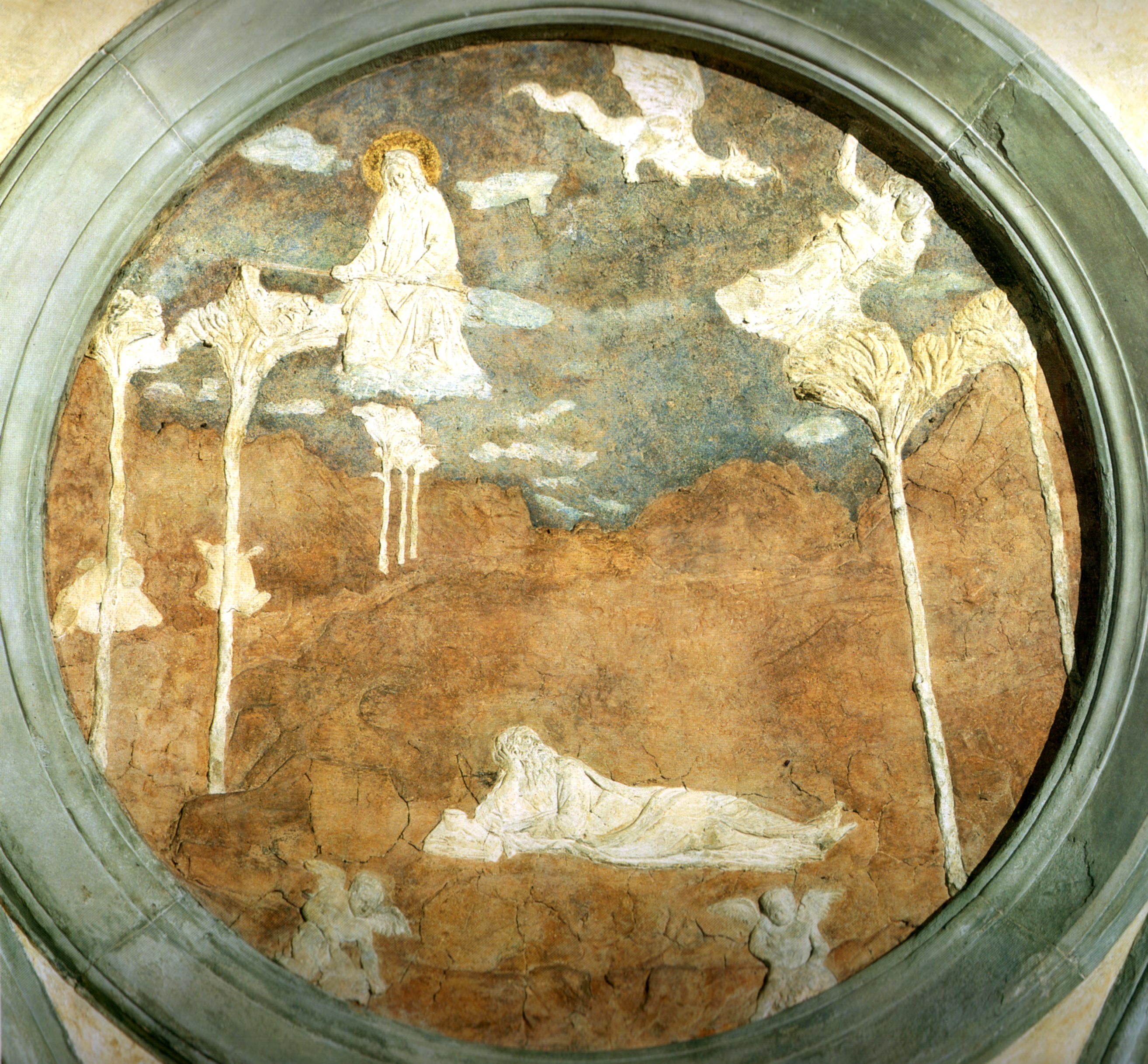
San Juan Evangelista en Patmos
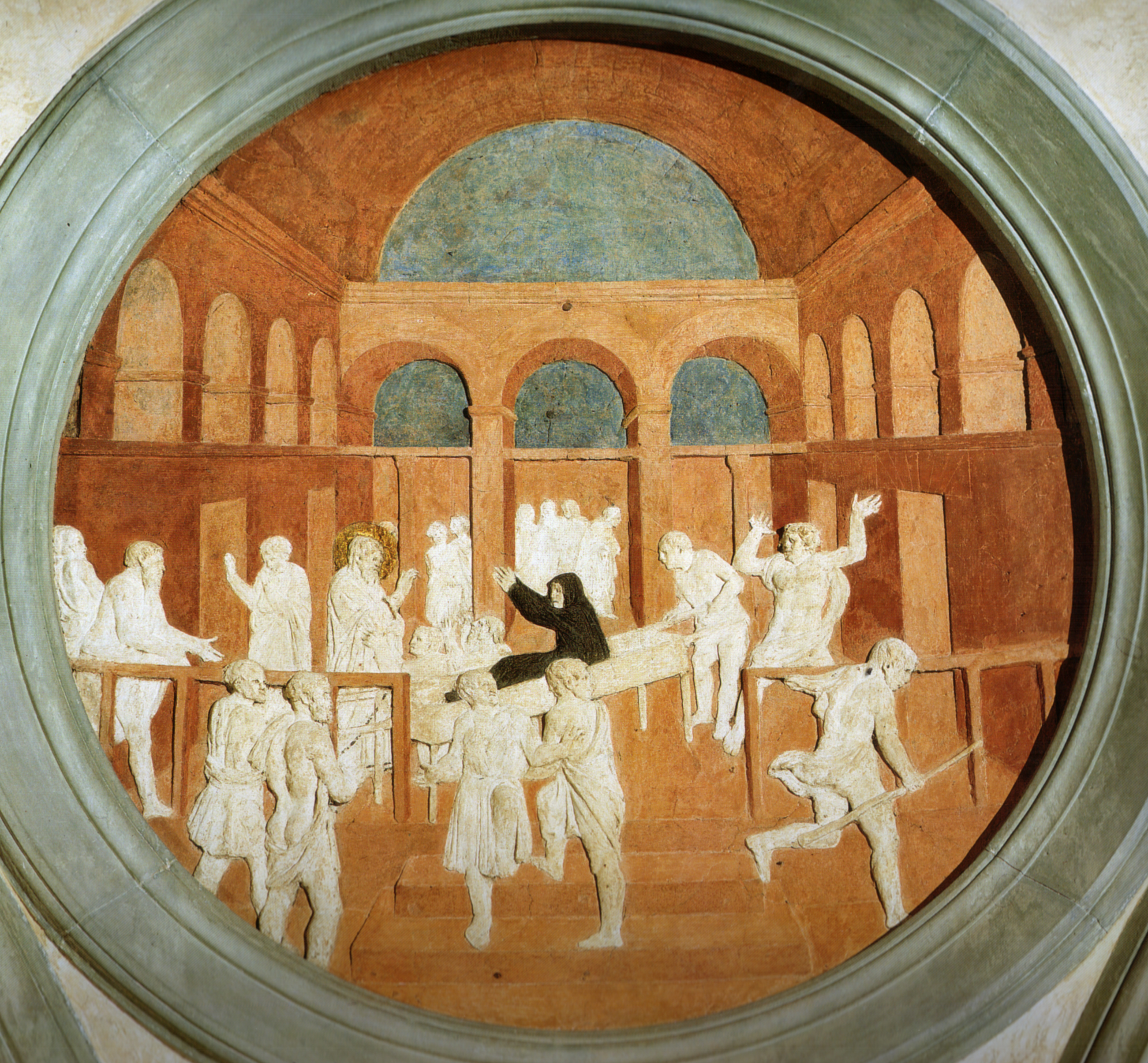
Resurrección de Drusiana
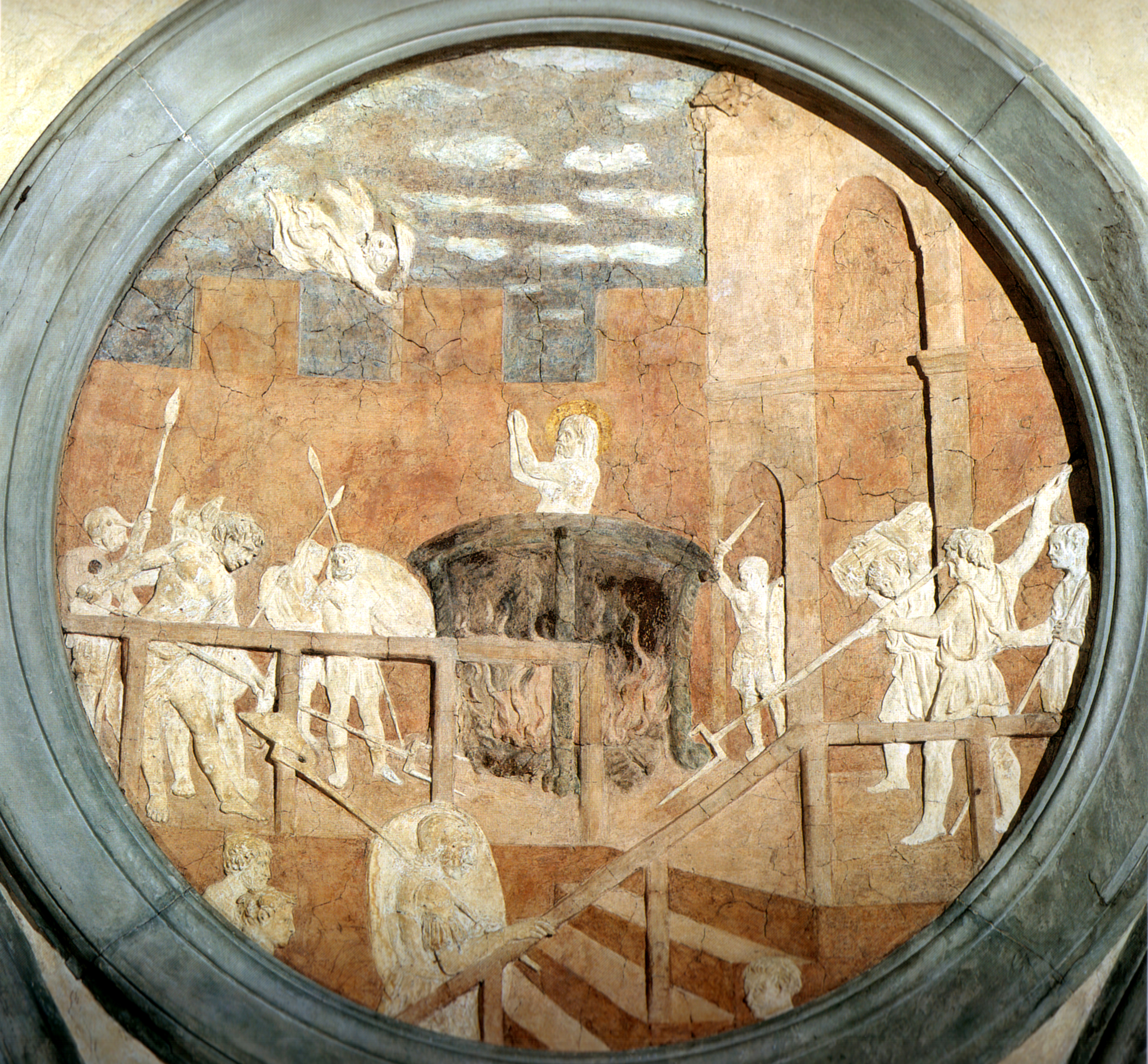
Martirio de San Juan Evangelista
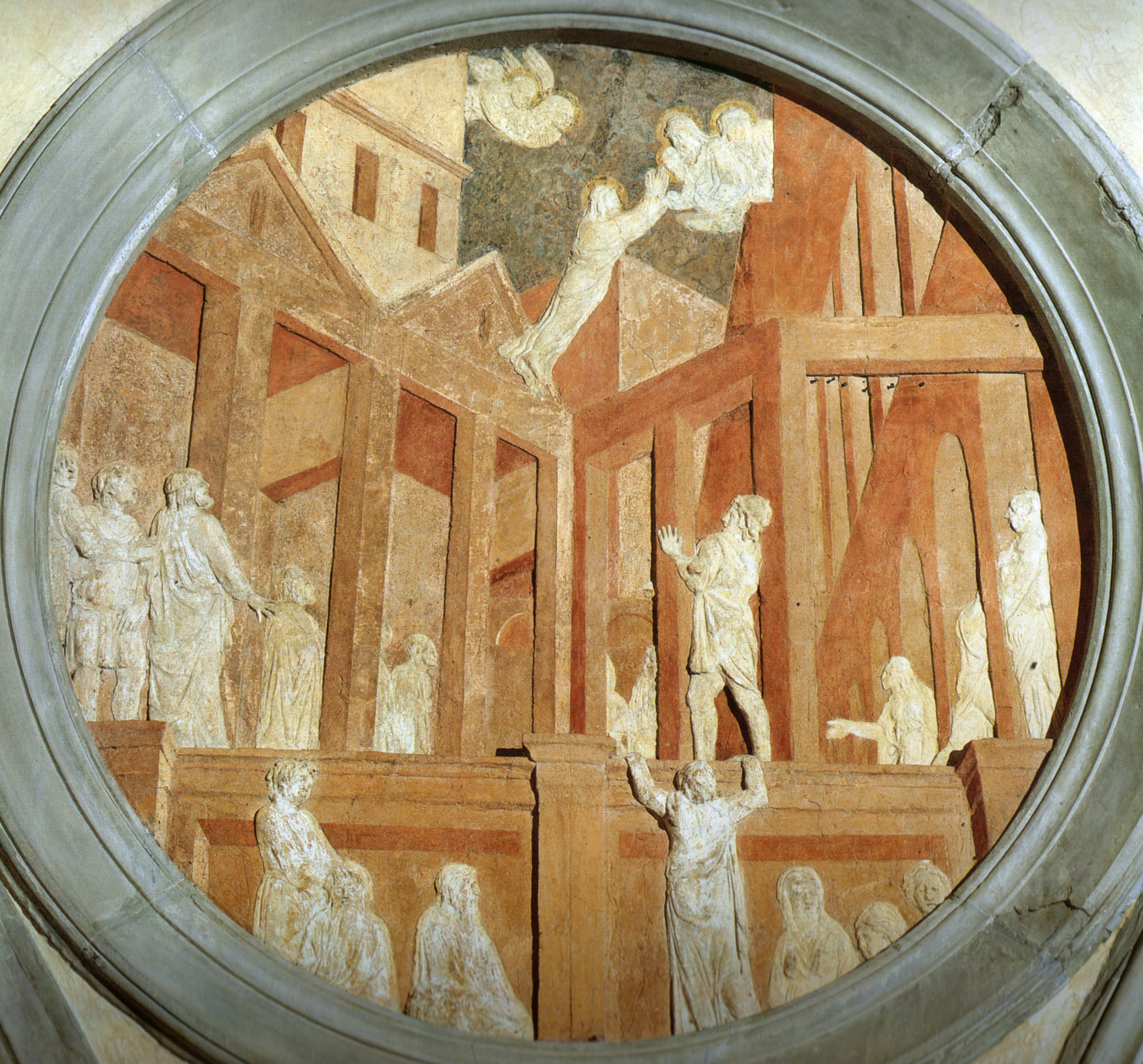
Ascensión de San Juan Evangelista
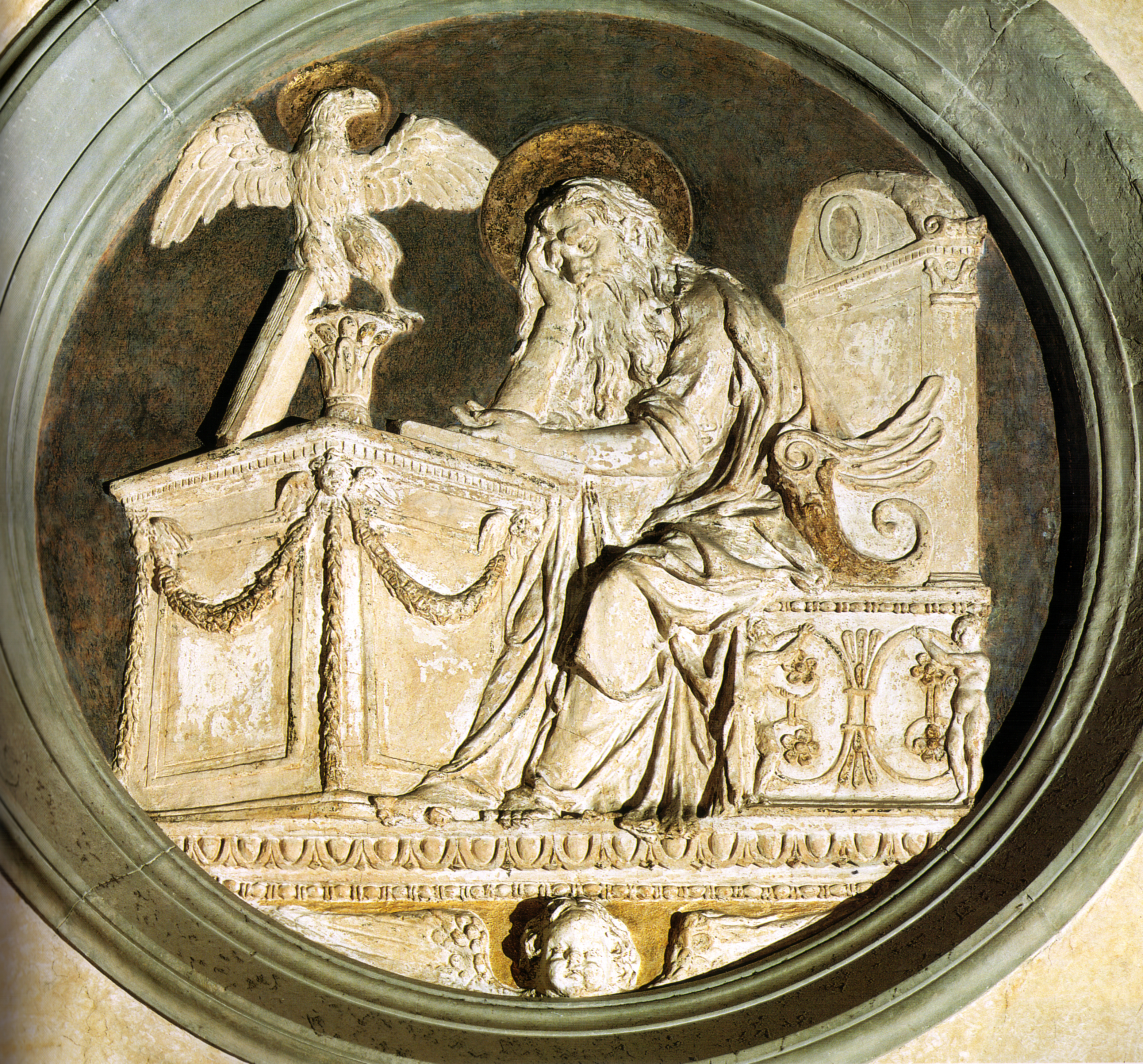
San Juan Evangelista
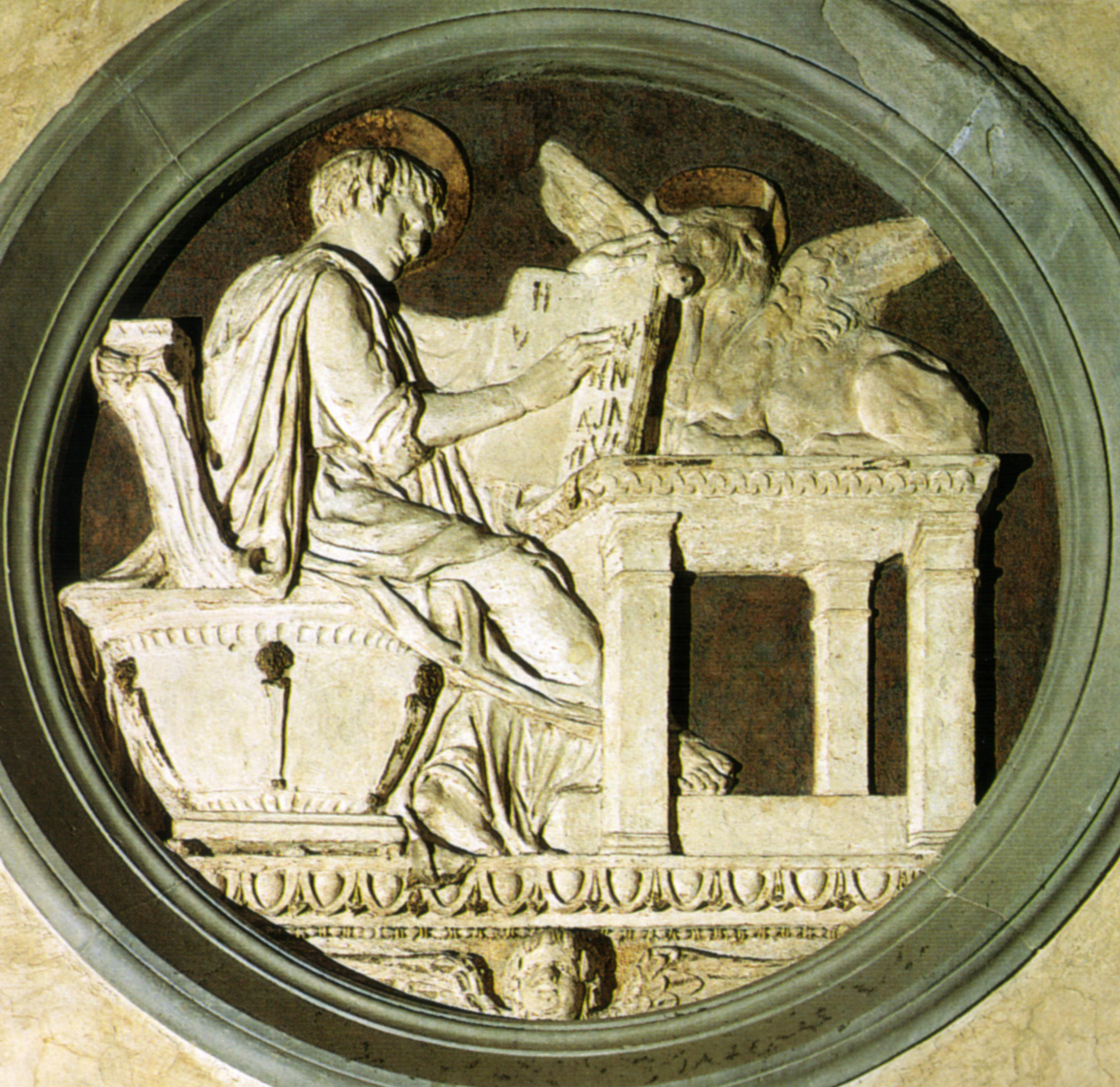
San Lucas
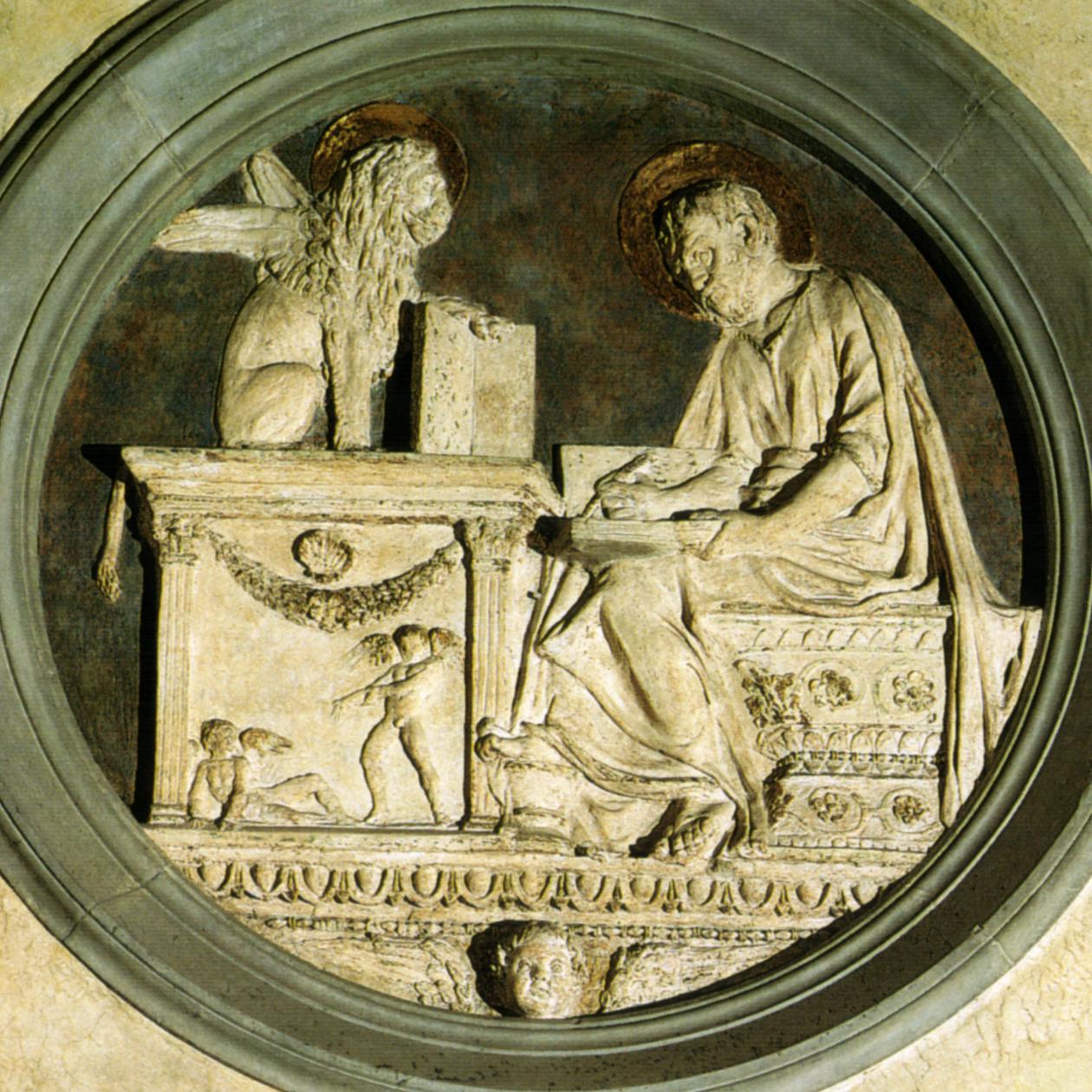
San Marcos
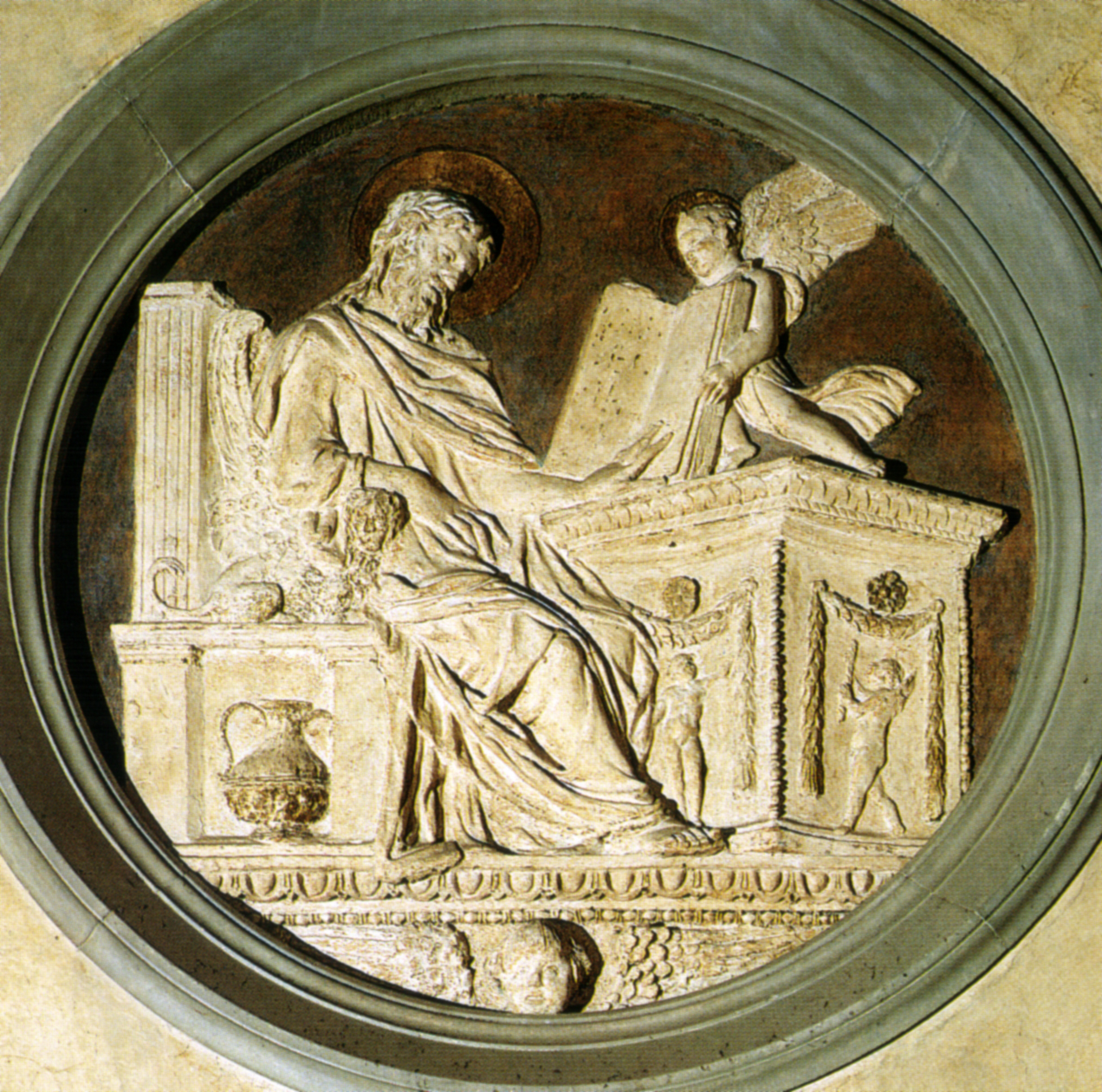
San Mateo

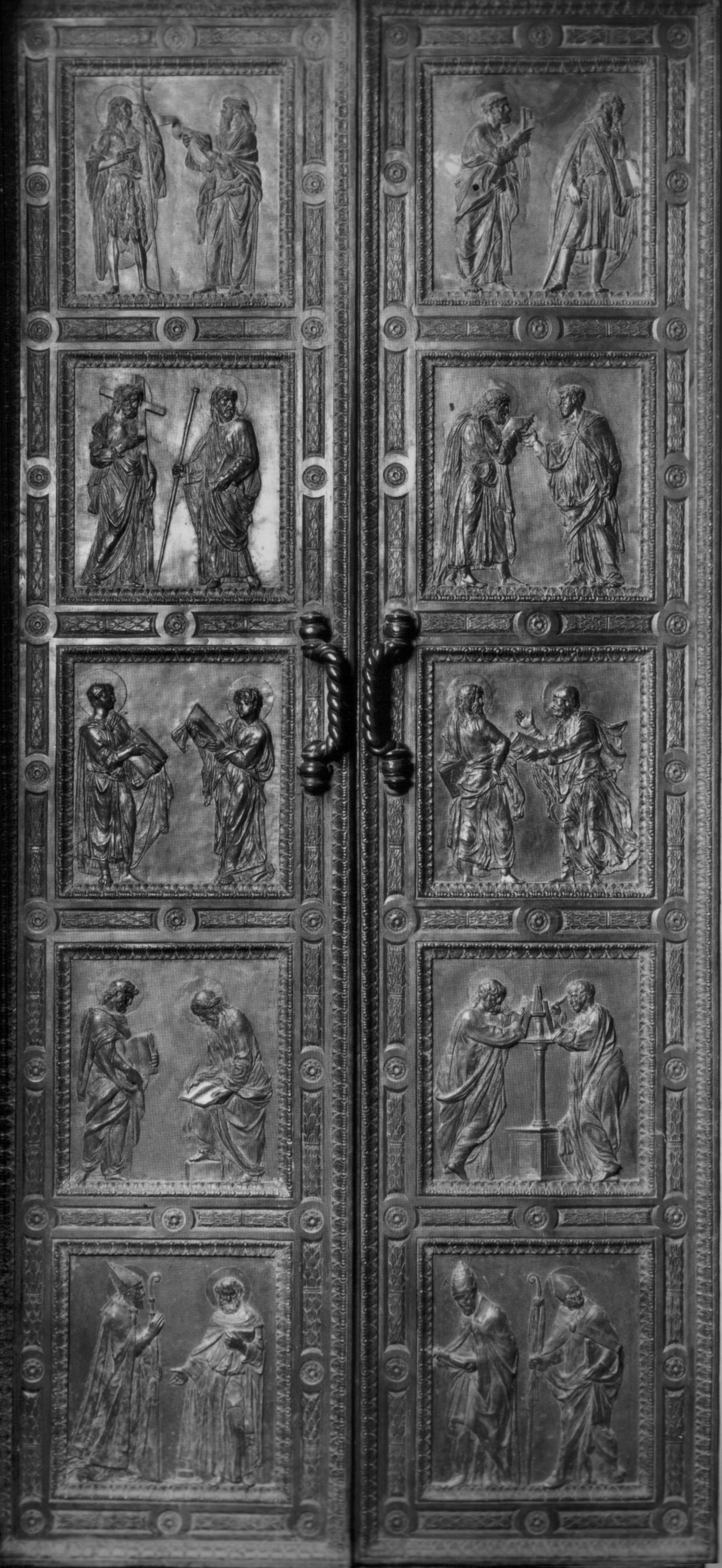
Puerta de los Apóstoles

Los tondos de los Evangelistas, se encuentran en el centro de los arcos de cada uno de los muros de la sacristía, están realizados en estuco policromado, pero con una pintura más tradicional, con un mayor énfasis bicromático en azul y blanco. Los personajes están representados con sus símbolos, llama la atención la colocación de éstos sobre el escritorio de los evangelistas.

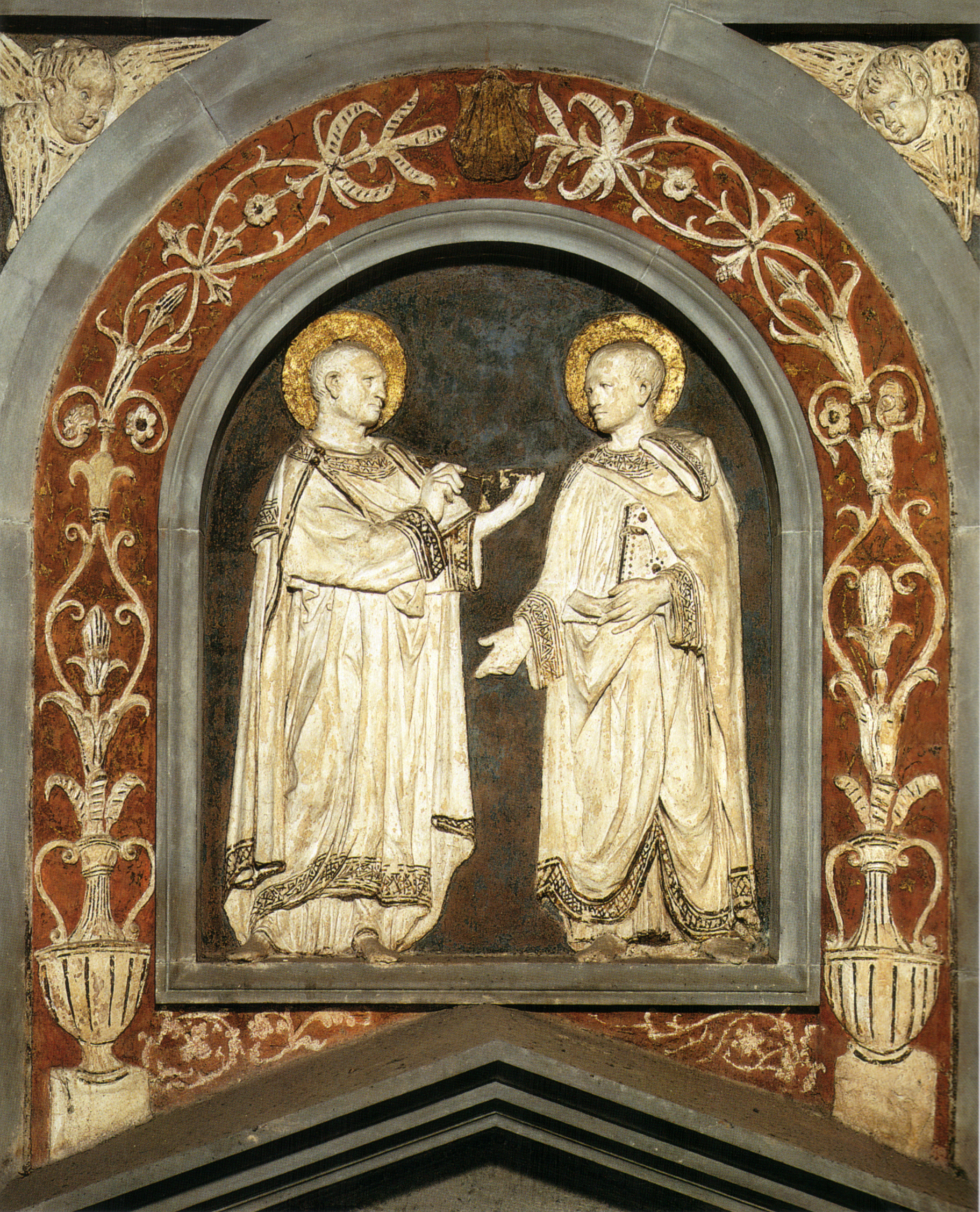
Los santos Cosme y Damián

Dos hornacinas sobre las puertas, también en estuco policromado, en la derecha sobre la puerta de los Apóstoles, los santos Cosme y Damián y en la izquierda, sobre la puerta de los Mártires, San Esteban y San Lorenzo. Están realizados con los colores similares de los medallones de los Evangelistas, pero en este caso se añade las aureolas de los santos en dorado y algunos detalles se remarcan en color negro. La cornisa que rodea los nichos está pintada con un color rojo-marrón el fondo, haciendo destacar la decoración de dos ánforas antiguas de donde salen racimos florales, en el centro superior se encuentra una concha de peregrino dorada.
Dos puertas de bronce la Puerta de los Mártires y la Puerta de los Apóstoles, donde la representación de los personajes en pareja, dentro de diez recuadros por puerta, se caracterizan por su dramatismo, ya que cada pareja por sus gestos, miradas y actitudes a veces parece que estén discutiendo de manera más tranquila y otras más animada. El tema general parece que es la «multiplicidad de formas de interacción humana, en la controversia de la polémica intelectual y religiosa»
Este trabajo de Donatello fue criticado por «excesiva expresividad» por Filarete, que en un pasaje de su Tratado de Arquitectura (1461-1464), aconseja a sus lectores no realizar las figuras de los apóstoles, como Donatello en la puerta de la sacristía de San Lorenzo, «ya que parecen esgrimistas».

### Davidde bronce

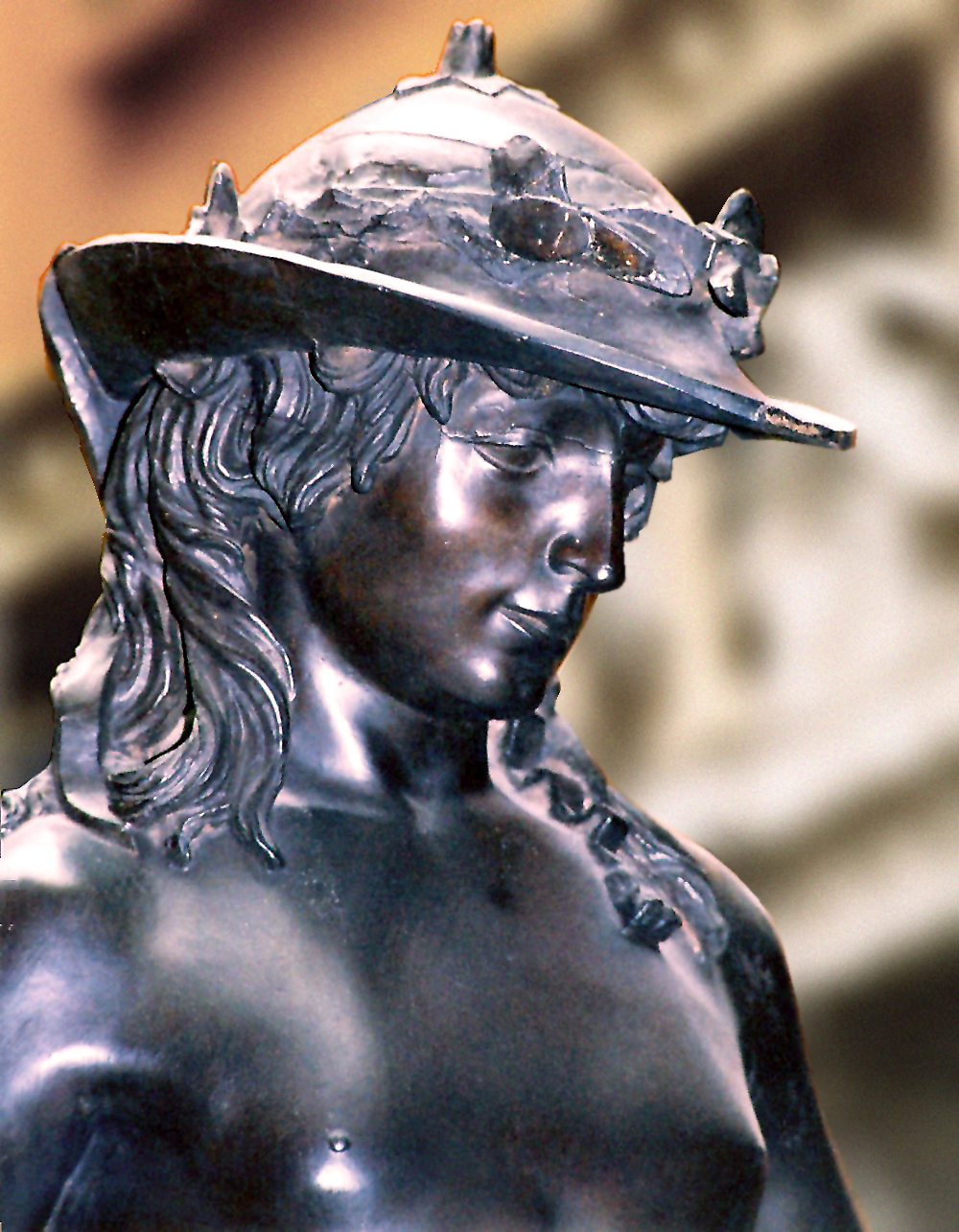
Detalle del David de bronce realizado por Donatello.

Uno de los principales encargos de Cosme de Médici fue la obra del David realizada hacia 1440, para situarla en los jardines de su palacio de Florencia, donde permaneció hasta 1495, cuando Piero de Médici fue expulsado de la ciudad y la estatua trasladada al patio del Palazzo Vecchio. En la actualidad se encuentra en el Museo del Bargello.
Es una obra representativa del Quattrocento italiano, con la exaltación del cuerpo humano, que por primera vez se representaba desnudo en bronce, de tamaño natural, desde la Antigüedad clásica. Donatello representó un gran conocimiento de los clásicos unido al concepto humanista del renacimiento, buscando la perfección de la belleza en el cuerpo del joven David. El cuerpo está modelado por amplias y sencillas masas, con composiciones en diagonales, que demuestran el claro contorno de sus líneas.
La escultura se encuentra firmemente apoyada sobre su pierna derecha, y el pie izquierdo sobre la cabeza de Goliat vencido, con una pose marcadamente descuidada, donde se muestra una influencia clara del estilo de Praxíteles, que se conoce también como contrapposto. 
En su descripción, Vasari nos la describe como si de un vaciado del natural fuese:« ... ese cuerpo es tan natural, vívido y delicado que a los artistas les parece que debe haber sido moldeado sobre el cuerpo de una persona viva».

### Otras obras

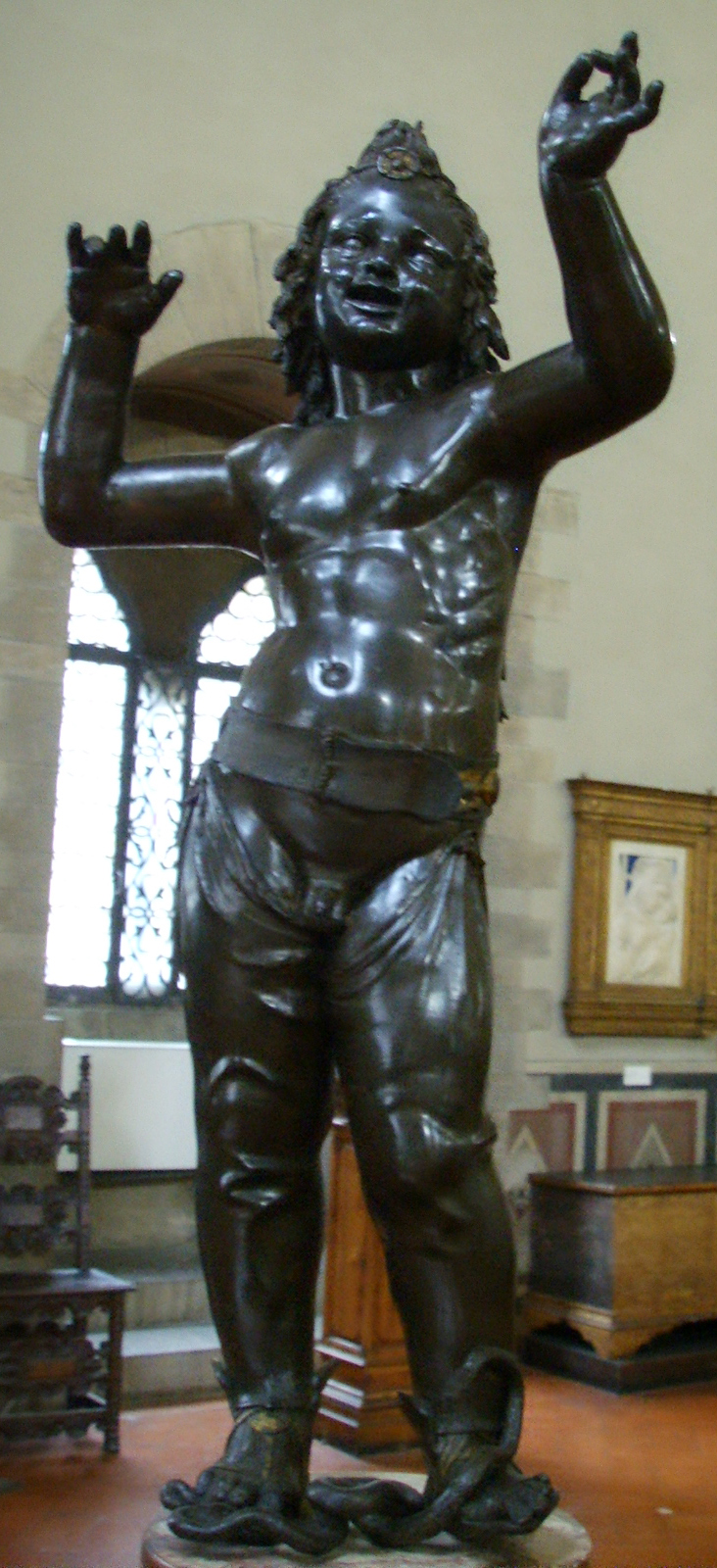
Atis-Amor en el Bargello

Se considera a Donatello como un gran experto en el tema infantil, sobre todo en la expresión de la alegría de los niños como ya había hecho en las tribunas de las catedrales de Florencia y del Púlpito exterior de la catedral de Prato. En la figura del Amorcillo danzante guardada en el museo Bargello, está tratada como un tema clásico y con una interpretación de gran vivacidad y un magnífico realismo. 
Otra figura de bronce, muy parecida, le fue encargada presumiblemente por los Doni, el llamado Atis-Amor, que durante mucho tiempo fue considerada una obra etrusca. La obra está datada hacia 1440-1443 y se conserva en el museo del Bargello. Aquí demostró Donatello su gran conocimiento de la iconografía y la mitología, las amapolas sobre el cinturón del pequeño dios frigio Atis de la vegetación, son el símbolo de su amante Cibeles la Gran Madre, la serpiente que se retuerce en sus pies es un símbolo ctónico de la vida que enterrada vuelve a renacer, el peinado y los pantalones sostenidos a la manera frigia, recuerdan el origen anatolio del culto a Cibeles y Atis. La exposición de los genitales, es símbolo seguramente, de la eviración ritual a la que eran sometidos los sacerdotes de la diosa Cibeles.
Un busto de bronce de Joven con camafeo colgado al cuello, en el museo del Bargello. Se cree realizado en la época de los bronces del David y el Atis-Amor por lo que se data antes de su partida a Padua. Posteriores historiadores lo han fechado de los últimos años laborables de Donatello.
Una de las últimas esculturas realizadas antes de su viaje a Padua, fue el San Juan Bautista de madera policromada, para la iglesia de Santa María dei Frari en Venecia. En una restauración de 1973, se encontró una inscripción en la obra con la fecha de 1438, que ayudó datarla exactamente, ya que por el estilo de la escultura con su fuerte expresión, se había datado en un tiempo posterior relacionado con la Magdalena penitente y no precisamente con las obras del David de bronce y el Amor-Atis realizadas por la fecha puesta al descubierto de 1438. Una obra muy similar con el mismo tema, ejecutó Donatello, bastante posterior hacia 1455, en bronce y para la catedral de Siena.
La crucifixión en bajorrelieve de bronce con pátina dorada, es conocida como la crucifixión Médici, por estar descrita por Raffaello Borghini, entre las pertenencias del Gran duque Francisco I de Médici, en 1584. El relieve está compuesto casi de una manera pictórica, el dorado en algunas de sus partes provoca un efecto de luces. Junto a Cristo se encuentran las dos cruces de los ladrones, el de la derecha está siendo clavado y se contorsiona por el dolor. En la parte inferior del relieve está ocupada por una gran cantidad de personajes, como soldados, y mujeres desgarradas por el dolor, gente aislada en sí misma o llorando en silencio. Se data hacia 1453-1456.
Una espléndida Cabeza barbuda de bronce en el Bargello, atribuida a Donatello, está colocada sobre una peana barroca y por su estilo se considera obra de la madurez del artista.

## Decenio en Padua
En 1443, desde Padua le llegaron diversos encargos por lo que trasladó su residencia, dejando Florencia por un espacio de diez años. En esta nueva ciudad, Donatello encontró un ambiente para su arte mucho más libre que el clasicismo humanista de Florencia.

### Crucifijo de bronce
Su primer trabajo en Padua, es el Crucifijo de bronce para la basílica de San Antonio. Lo realizó de tamaño natural y seguramente fue concebido para la colocación independiente sobre el coro, aunque haya sido incluido en el altar del Santo, que Donatello ejecutó posteriormente. La cabeza la tiene inclinada hacia la derecha, con una expresión de sufrimiento en su rostro y con la boca entreabierta en su último suspiro, antes de morir. Las formas de su cuerpo están modeladas armoniosamente y con detalle de sus proporciones, Donatello imprimió todo su conocimiento de la anatomía humana. El Cristo fue realizado completamente desnudo, pero en la época del Barroco se le añadió un paño de pureza también de bronce.

### Altar mayor de San Antonio de Padua

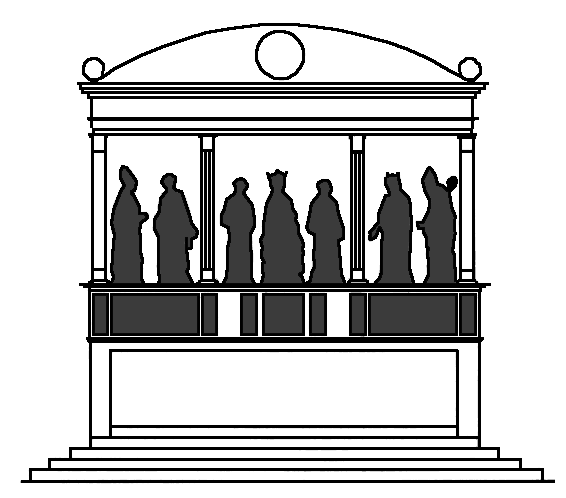
Una de las reconstrucciones posibles del altar mayor de la Basílica de San Antonio de Padua

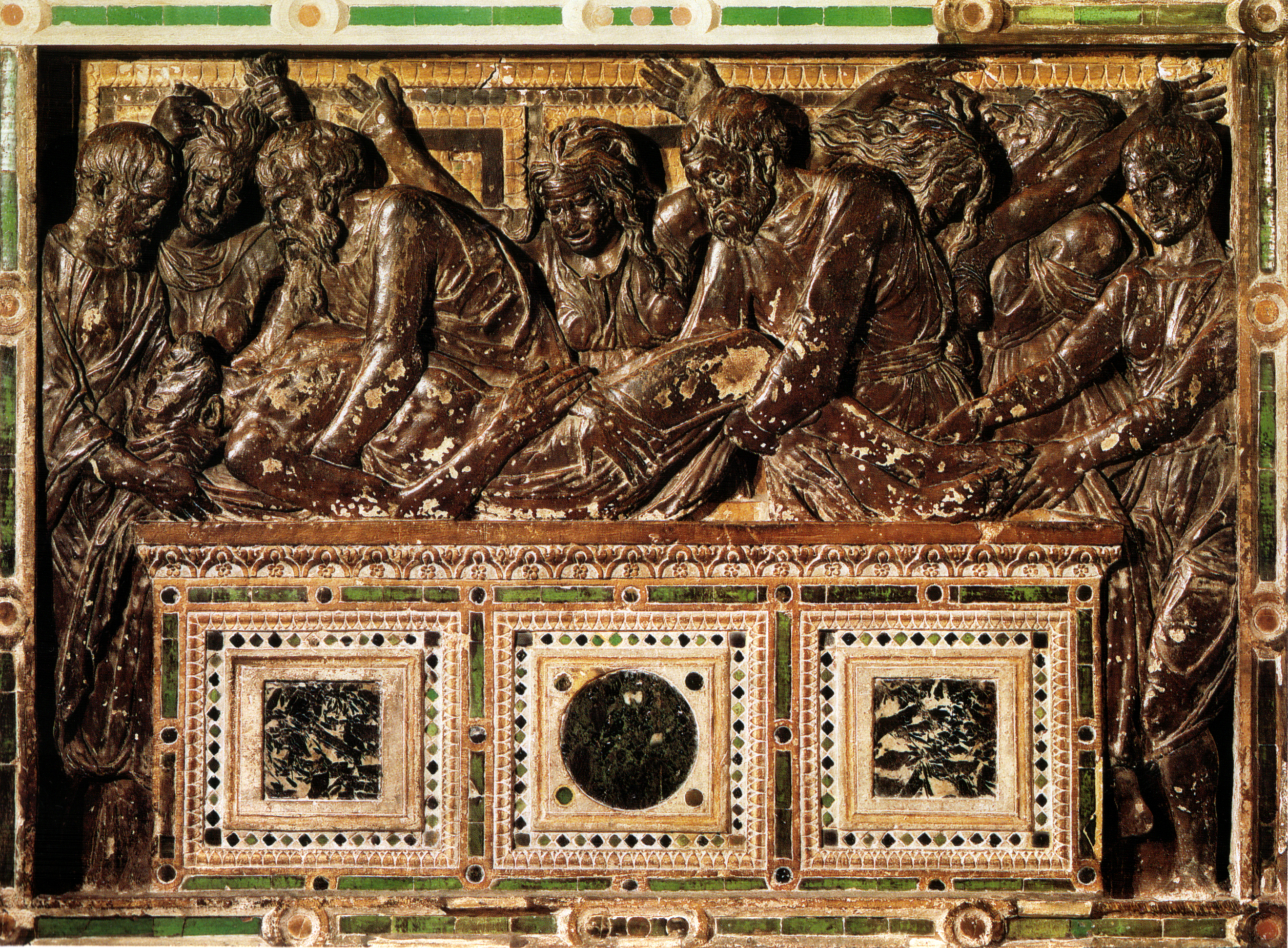
Relieve de piedra policromada del Entierro de Cristo

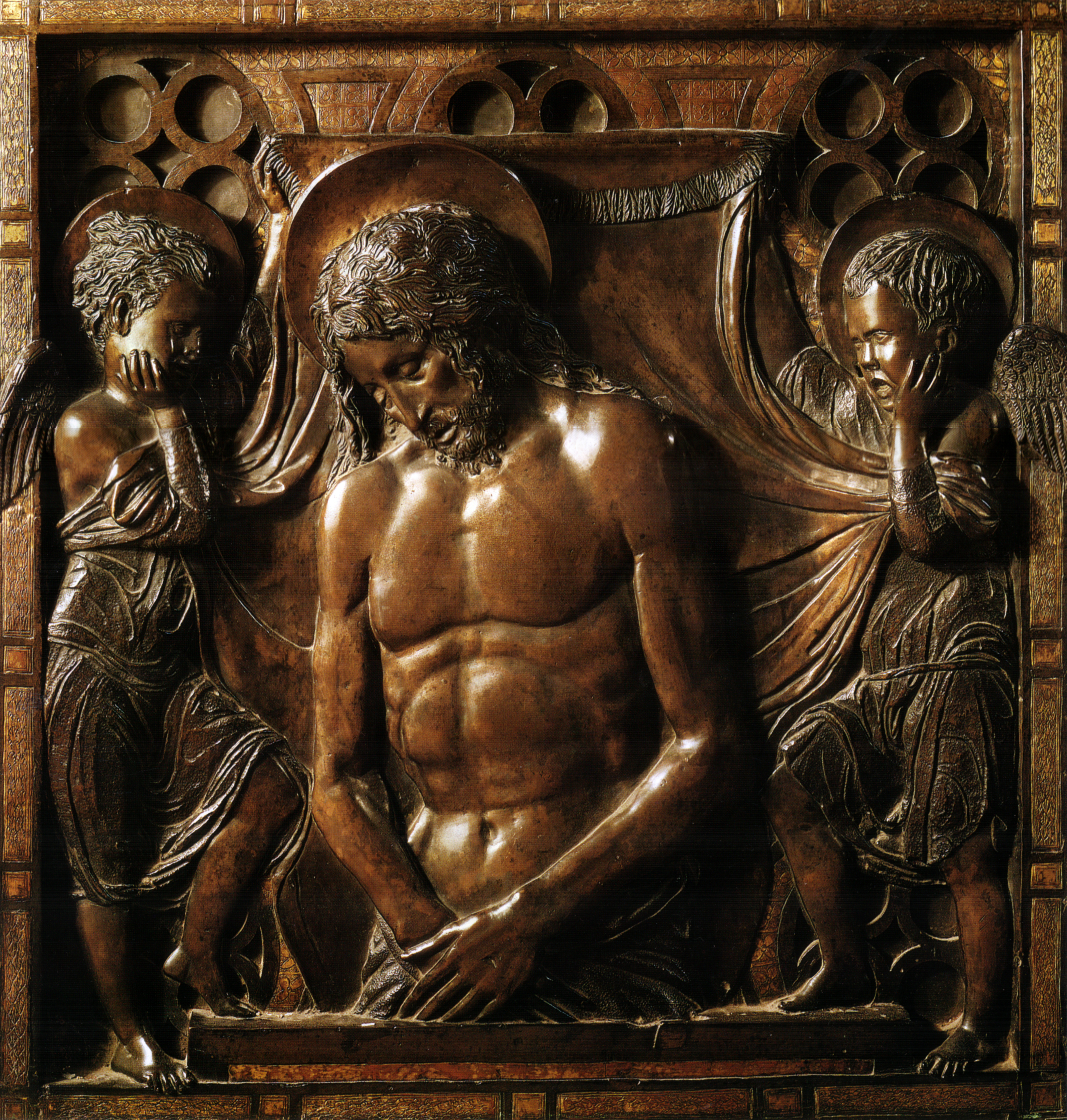
Relieve de bronce del Cristo muerto

Ante el resultado excelente de esta escultura, se decidió encomendarle el importante encargo para el altar mayor, gracias a una generosa donación por parte de Francesco del Tegola, datado el 13 de abril de 1446, pudo ser proyectado un gran grupo escultórico en bronce que fue realizado con la técnica de la cera perdida. Aquí pudo experimentar Donatello con más intensa libertad y que aplicó magistralmente en la elaboración de todas las esculturas del altar. Este altar fue ideado por el escultor:

... como un gigantesco nicho plástico, donde las estatuas de la Virgen y de los Santos se alzaban en un elevado basamento ornado de relieves, para encerrarse dentro de un edículo coronado de un baldaquín con bóveda. Era casi un hiperbólico relieve cuyas gradaciones iban, desde la abreviatura de lo aplanado a la plenitud del estatuario y cuya plasticidad se resolvía, no ya en la dinámica síntesis del tono luminoso, sino en una luz irreal, exaltada por la misma materia, el resplandor del bronce y el oro, la policromía de las piedras, hasta llegar al esplendor icónico del frontal medieval.
L. Becherucci, Enciclopedia Universale dell’Arte:Donatello, V, Roma, 1960.

Numerosos documentos atestiguan todo lo relacionado con el trabajo de estas obras, se sabe que se rodeó de numerosos ayudantes entre ellos Urbano da Cortona, Giovanni da Pisa, Antonio Chellini, Francesco del Valente y el pintor Niccolò da Pizzolo. El día de San Antonio, 13 de junio de 1448, terminadas las esculturas y relieves se exponen dentro de un modelo arquitectónico realizado en madera, cuya parte definitiva, se concluyó en 1450. En 1579 el altar fue completamente desmontado para ocupar su lugar uno de estilo barroco y las esculturas fueron distribuidas por diversos puntos de la basílica. Trescientos años después en 1895, el arquitecto Camillo Boito organizó su reconstrucción, incompleta y errada, de la estructura original ideada por Donatello.
Se han realizado diversas hipótesis para su nueva reconstrucción, pero sin llegar a un acuerdo, entre más de quince diferentes soluciones, una de las que cuenta con más crédito es la de White Janson, donde se muestra el altar en forma de paralelepípedo coronado por un arco como dosel descubierto y columnas repartiendo el espacio en tres partes donde se colocarían las imágenes sobre planos escaqueados, el plano central estaría presidido por la escultura de la Virgen y el Niño, en la que sigue Donatello el tipo de imagen de la Nikopoia bizantina, con ligeros cambios como las esfinges que flanquean el trono. En ambos lados, habría tres imágenes en cada uno, san Francisco, san Antonio, santa Justina, san Daniel, san Ludovico y san Prosdocimo. El grupo del Entierro de Cristo, es el único realizado en piedra para el centro posterior del altar. El relieve que ocupa la parte central bajo la estatua de la Virgen es el del Cristo muerto, muestra una figura con la expresión más contenida que el del Crucifijo de bronce de encima del altar.
Los cuatro símbolos de los evangelistas, realizados en relieves de bronce, se encuentran en los lados laterales del altar. Otros doce relieves, con un formato de 58 x 21 cm, que representan a putti músicos se reparten en todo el altar a los lados de los principales relieves de mayor medida.
|  |  |

|  |  |

Los relieves con las escenas de los milagros de san Antonio se encuentran alrededor de toda la base. El Milagro de la mula está repartido entre tres arcos de arquitectura. El Milagro del hijo perdido se encuentra en una especie de circo, con las líneas oblicuas de las escaleras que atraen la dirección de la mirada del espectador hacia el centro. El Milagro del corazón del avaro, tiene una apretada narrativa que muestra, los principales acontecimientos de la historia, con un movimiento de composición circular, realizado con un fino relieve en stiacciato. En el Milagro del bebé que habla, los personajes principales están situados en el centro, mientras les rodean en semicírculo las personas que asisten al milagro. La escena está ambientada en una arquitectura en perspectiva que representa los muros de una iglesia toscana.

### Monumento ecuestre al condottiero Gattamelata

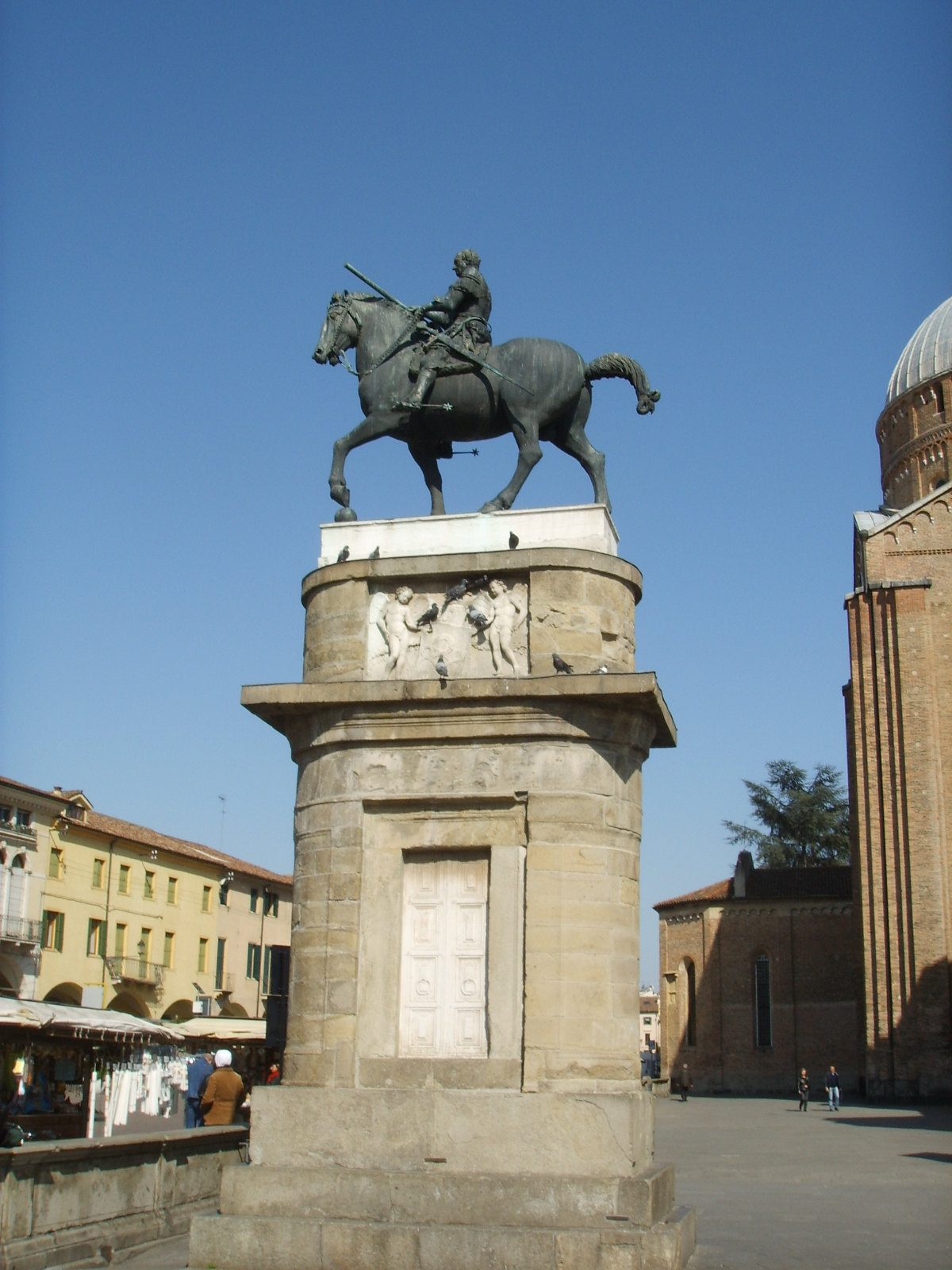
Estatua ecuestre de Gattamelata en Padua

El principal motivo de su estancia en Padua fue el erigir la estatua ecuestre del condottiero Erasmo de Narni, Gattamelata. 
Considerado como un monumento más funerario que para glorificar al héroe, Donatello creó un cenotafio, Lo representó, según la tradición del Trecento, como se había realizado en pintura por Simone Martini (1328) en unos frescos del Palacio Comunal de Siena y Paolo Uccello en 1436 en el cuadro pintado de John Hawkwood (Giovanni Acuto) de la catedral de Florencia. Sin embargo, en la escultura de tema ecuestre no se realizaba en sentido monumental desde la Antigüedad clásica, creyéndose que el escultor tomó como modelo la de Marco Aurelio de Roma. Se aprecia el arte antiguo por su tratamiento clásico, siendo una de sus esculturas más influyentes en otras posteriores realizadas por diversos artistas. Según Vasari:

En esta obra, Donatello demostró tanto arte, y la fundición resultó tan notable, en las proporciones y en su bondad, que en verdad se la puede comparar con las mejores estatuas de la Antigüedad, por su movimiento, dibujo, proporciones y ejecución. Por eso, no sólo llenó de asombro a los hombres de aquel entonces, sino que aún ahora no nos es posible, contemplarla sin admiración.
Vasari

La escultura presenta el momento en el que Gattamelata cabalga pausadamente, sobre su caballo (con clara evocación a los de San Marcos de Venecia). El personaje mira de frente desafiante y enérgico, su rostro está tratado como un retrato romano. El conjunto de jinete y caballo están colocados sobre un gran pedestal de dos pisos con relieves de angelillos dolientes y en dos de sus lados unas puertas de mármol, que imitan a los sarcófagos clásicos: las puertas de Hades.

## Últimos años
A los sesenta y cinco años volvió Donatello a Florencia, donde aún le esperaban grandes obras para realizar, el escultor demuestra en ellas sus dudas sobre el humanismo que creía en la belleza total de la figura humana y creó en estos últimos años un tipo de imágenes mucho más expresivas y con más valor psicológico que nunca había hecho hasta entonces.

### María Magdalena penitente

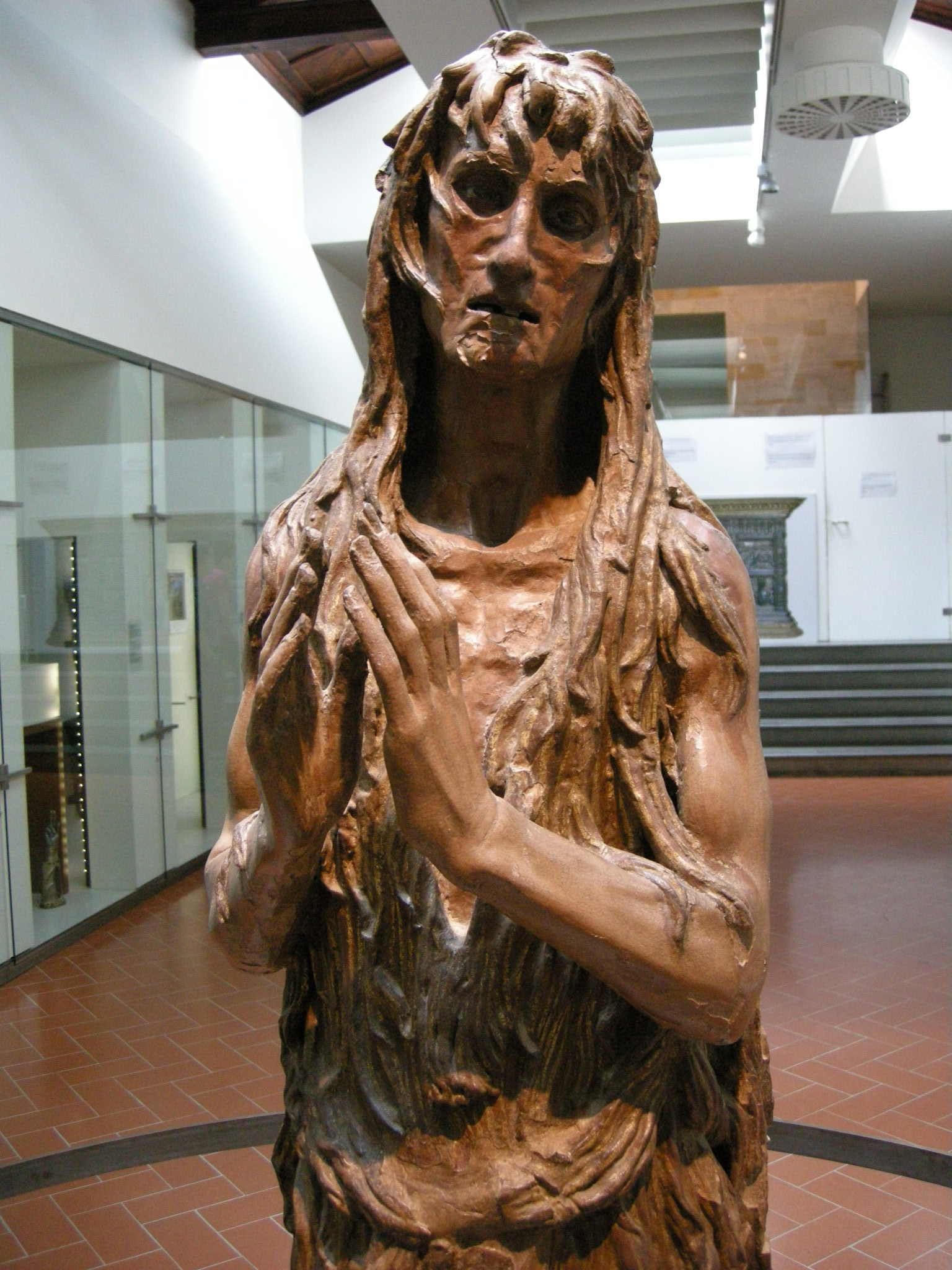
Detalle de María Magdalena penitente

En 1453 fue cuando Donatello regresó a su ciudad natal de Florencia y cuando recibió el encargo, se cree que para el baptisterio de San Juan de Santa María del Fiore de una imagen de María Magdalena penitente, que se encuentra en el Museo dell’Opera del Duomo desde el año 1972.
Donatello se inspiró en la La leyenda dorada de Jacobo de Vorágine, donde narra el retiro de María Magdalena, para conseguir la redención de sus pecados, peregrinó e hizo vida de ermitaña, se cree en la parte meridional de Francia. Así la representó Donatello, realizada en madera policromada, en edad ya madura demacrada por el sufrimiento, vestida con una ajada prenda de piel y con una larga cabellera cubriéndole el cuerpo, se encuentra de pie, con las manos huesudas unidas en actitud de oración, la expresión de su rostro revela la fatiga y el dolor por el que ha pasado, con los ojos hundidos y una dentadura que se aprecia mellada a través de su boca entreabierta, tiene los pómulos muy pronunciados por la extrema delgadez que también se aprecia en los brazos y piernas, donde se marcan los músculos anatómicos perfectos.
Anteriormente había ya mostrado Donatello, un gran expresionismo con el San Juan Bautista de madera, realizado para Venecia, aunque es en esta etapa florentina de sus últimos años donde mejor y con más intensidad lo muestra en el San Juan Bautista de bronce realizado para Siena y especialmente en esta escultura de María Magdalena penitente, cuyo expresionismo se puede comparar a las versiones barrocas de este mismo tema.

### Judith y Holofernes

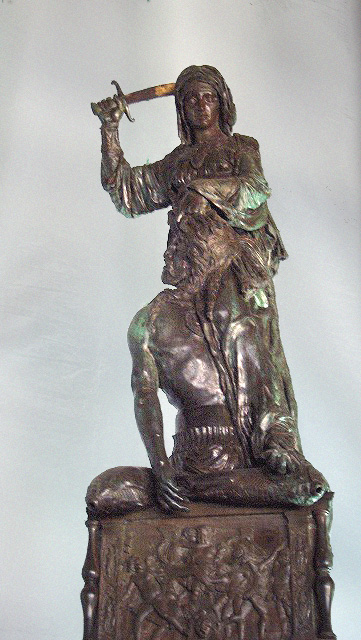
Judith y Holofernes en el Palazzo Vecchio

La estatua fue encargada por Cosme de Médici o su hijo Piero de Médici, como decoración de la fuente del jardín del Palacio Medici Riccardi, entre 1455 y 1460. Estaba en este palacio, junto con el David de Donatello, en el patio. Estas dos estatuas se encuentran entre las primeras estatuas del renacimiento italiano completamente independientes fuera de cualquier arquitectura.
Representa el asesinato del general asirio Holofernes por Judith. Se considera a Judith como el símbolo de la libertad, la virtud y la victoria del débil sobre e l fuerte, en una causa justa. Sostiene en una mano una gran espada, y con la otra la cabeza de Holofernes por su cabello. Las dos figuras son tratadas por el escultor completamente opuestas, Holofernes está desnudo y modelado de acuerdo con las normas de la anatomía, mientras Judith está enteramente cubierta por la ropa, que detalla su frágil físico. De la cabeza cubierta con un velo de Judith no le sobresale ni siquiera un pelo, mientras que la cabellera de Holofernes es larga y salvaje. Su identificación con el «vicio» se ve confirmada por una serie de atributos, entre los que descuella el medallón que resbala en la espalda, donde se retrata un caballo irritado.
El cuerpo de Holofernes cae ya sin fuerzas y se sostiene solo por la mano de Judith. El pie derecho de la heroína lo puso de manera elocuente en los genitales, mientras que el otro pie lo tiene en la muñeca y la rodilla cubre la mitad del medallón alegórico. Incluso las escenas de bacanales en la base con forma de prisma triangular, hace recordar la embriaguez y el desenfreno del tirano, tal como se describe en la Biblia. La estatua fue originalmente dorada, todavía se pueden ver restos en algunas partes como en la espada. Para facilitar el dorado de bronce fue fundida en once partes. La base de la escultura se asemeja a un cojín, un elemento naturalista utilizado por primera vez por Donatello en su escultura de San Marcos en Orsanmichele. Inscrito en el cojín se aprecian las palabras OPVS. Donatelli. FLOR.

En 1495, la escultura se colocó en la piazza della Signoria, en el lado de la puerta principal del Palazzo Vecchio, en memoria de la expulsión de Piero de Médici de Florencia y la introducción de la república por el florentino Girolamo Savonarola. Esta vez, la estatua simboliza la expulsión de los Médici tiranos. La estatua más tarde fue trasladada al patio interior del Palazzo Vecchio. Se sustituye por una copia en bronce en 1988 y el original, después de su restauración, se colocó en la Sala dei Gigli en el interior del Palazzo Vecchio.

### Los púlpitos de San Lorenzo
Las últimas obras florentinas fueron los dos púlpitos de bronce para la basílica de San Lorenzo, encargo probablemente, de su amigo Cosme de Médici, fueron las obras que concluyeron la actividad artística de Donatello. El trabajo lo realizó con la ayuda de Bartolomeo Bellano y Bertoldo di Giovanni, pero fueron diseñados en su totalidad por Donatello. Esto se aprecia en las figuras religiosas que lleva a la extrema ficción, producida por la técnica del «non-finito», es decir, que en algunas partes de las figuras se muestran las formas nada más aproximadas.
Los dos púlpitos están relacionados con numerosos problemas para su estudio crítico. Además de la difícil evaluación de las autorías de Donatello o de sus ayudantes, se ignora el cliente (¿Cosme de Médici?). La presentación actual, de su colocación sobre cuatro columnas de mármol cada uno, se cree que es de una data posterior a la muerte de Donatello. Algunos historiadores, han sugerido que los diferentes paneles que componen los púlpitos, originariamente estaban destinados a los sarcófagos, para el propio Cosme de Médici y su esposa Contessina de Bardi o de su hijo Juan de Cosme de Médici, mientras que el uso como coro, parece poco probable, por la medida tan pequeña de los púlpitos.
La datación se sitúa después del retorno de Donatello de Siena (1459-1460), y en el relieve del Martirio de San Lorenzo, perteneciente al púlpito de la Resurrección, se descubrió una inscripción con la fecha 15 de junio de 1465, pero con la fundición, el acabado de la obra y la muerte de Donatello (1466), no es posible determinar la datación con seguridad. En sus antiguas biografías, empezando por la de Vasari, hablan sobre el maestro que pasaba la mayor parte de sus últimos tiempos, por motivos de salud, en la cama. A pesar de todas estas cuestiones, los dos púlpitos se consideran los últimos trabajos de Donatello, la última obra maestra que cierra su actividad, llevando al extremo su evolución, el estudio del alma humana, la composición espacial y la libertad que ha caracterizado toda su carrera.
Púlpito de la Resurrección:
- Cristo desciende al Limbo
- Resurrección
- Ascensión de Cristo
- Mujeres en la tumba de Cristo
- Pentecostés
- Martirio de San Lorenzo

Púlpito de la Pasión:
- Oración del huerto
- Cristo ante Pilatos y Caifás
- Crucifixión
- Descendimiento de Cristo
- Santo Entierro

## Análisis
Donatello era conocido desde los primeros teóricos como uno de los padres del «renacimiento» de las artes del siglo XV, el primero que fue capaz de igualar los grandes escultores de la antigüedad, en la ciudad de Florencia. Ya en 1481 Cristoforo Landino en la Apologia coloca a Donatello a la altura de los antiguos y Giorgio Vasari, en las dos ediciones de Le Vite (1550 y 1568), insistió en que su trabajo era más similar a los artistas romanos que a cualquier otro maestro inmediatamente precedente.
Donatello desarrolló innovaciones que revolucionaron la técnica del relieve. Se trata del relieve en stiacciato, que se basa en el aplanado y el espesor en una variación infinitesimal, que recuerda la obra gráfica. A través de sutiles juegos de luz y sombra las figuras podían estar organizadas en una ilusión de profundidad, donde los grupos de figuras, el paisaje y los elementos arquitectónicos se superponen una detrás de otra en innumerables superposiciones, imposible con las técnicas tradicionales.Vasari, por consiguiente, no duda en afirmar que Donatello elevó el arte del relieve a un nuevo nivel y esta opinión en los historiadores del arte moderno sigue siendo válida.

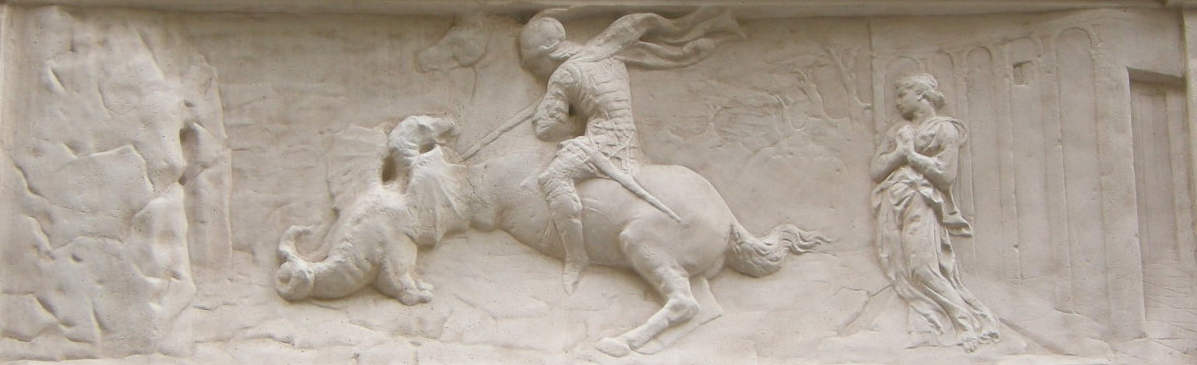
San Jorge salva a la princesa, primer ejemplo de relive en stiacciato y perspectiva central por Donatello.

En su vida artística es evidente la continua profundización y desarrollo del repertorio, con un importante estudio preliminar de cada uno de los nuevos tipos de trabajo y la evaluación de las necesidades específicas y efectos deseados. 
Pero no han faltado voces críticas por su trabajo, como la de su amigo Filippo Brunelleschi. Las obras del periodo tardío, con un estilo crudo y expresivo, fueron criticadas en el siglo XVI, para irse revalorizando sólo gradualmente en el siglo XX.

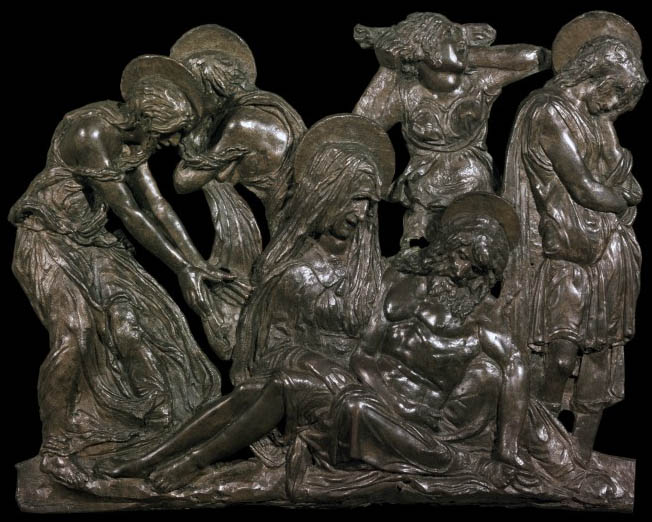
Lamentación por Cristo muerto, ejemplo de la época tardía con gran dramatismo expresivo (¿1460?)

Baccio Bandinelli en el siglo XVI, consideró de «errores» de la vejez y la creciente ceguera del maestro, considerando los dos púlpitos de la basílica de San Lorenzo, como lo peor de la mano de todas las obras de Donatello. Sólo en los últimos siglos, a partir del manierismo, gradualmente se ha ido valorando la opinión crítica sobre estas dos obras. Hoy en día, la evaluación es netamente benévola, sobre todo en la intensidad expresiva del lenguaje de Donatello, con una iconografía de reinvención libre y original de los temas bíblicos.
Pero Vasari escribió en la biografía de Donatello y su catálogo de obras incluidas, con una serie de errores. Al juicio inexacto, contribuyó el desmantelamiento o la descontextualización de los lugares originales de las obras. Esto provocó el aumento de dificultad en la obtención de una visión de conjunto de su obra. En 1886 por ejemplo, durante las celebraciones en Florencia para cinquentenario desde su nacimiento, las obras y los documentos fueron confundidos con los de otros autores. 
Desde entonces, la historiografía artística ha comenzado a trabajar en la selección y revisión del catálogo de obras atribuidas para despejar los antiguos errores. Incluso hoy, los estudios se pueden decir que están lejos de ser concluidos, en especial durante amplios períodos, donde la documentación conocida es escasa.
La fama de Donatello fue muy grande durante el alto renacimiento, influyó en grandes autores como Andrea del Verrocchio, Rafael Sanzio, Miguel Ángel y Benvenuto Cellini entre otros.
Famosa es la alabanza que Vasari escribió en honor de Donatello y Miguel Ángel:

O bien el espíritu de Donatello mueve a Buonarroti,
O bien el de Buonarroti movió primero a Donatello.